# Jüdische Geschichte in Köln
Die jüdische Geschichte in Köln betrifft das Leben der Juden in Köln, die urkundlich erstmals im Jahr 321 bezeugt sind, und reicht damit mindestens bis in die Spätantike zurück (vgl. Geschichte der Stadt Köln). Die heutige Synagogen-Gemeinde Köln bezeichnet sich aufgrund dieser historischen Kontinuität selbst als „älteste jüdische Gemeinde nördlich der Alpen“.

## Antike

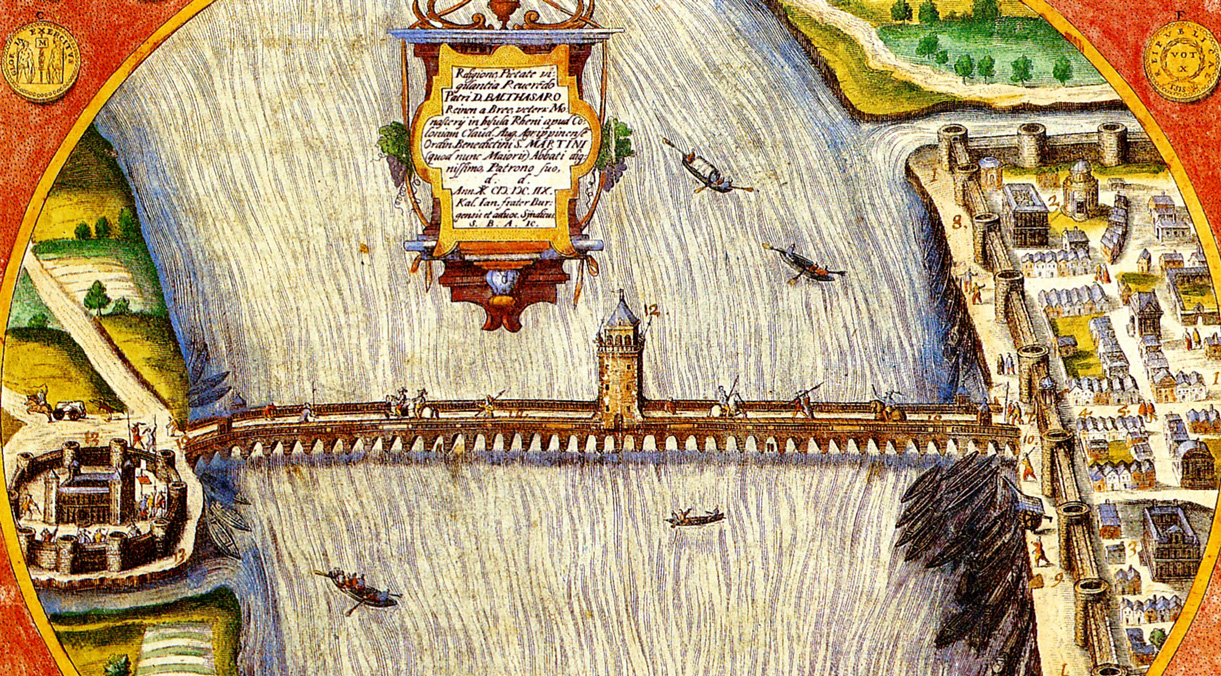
Kaiser Konstantin verband Köln und Deutz mit einer ersten festen Brücke (Zeichnung um 1608).

Für die Berufung in ein städtisches Amt waren im Römischen Reich Grundbesitz und ein gewisses Ansehen der Person Voraussetzung. Juden war jedoch der Zugang zu öffentlichen Ämtern und damit eine Stellung unter den Ratsherren (Curialen) lange Zeit verwehrt: Zwar war ihre Religion als religio licita („erlaubte Religion“) anerkannt, gleichzeitig waren sie damit jedoch vom Kaiseropfer und den Opfern an die römischen Staatsgötter befreit, und diese waren zugleich Grundvoraussetzung für die Bekleidung eines öffentlichen Amtes.
Im Verlauf des 3. Jahrhunderts wurde jedoch die Mitgliedschaft in den Stadträten von einer Ehre zu einer Belastung, da die Curialen für Mindereinnahmen bei Steuern und Abgaben persönlich hafteten und auch sonst immer mehr Pflichten übernehmen mussten. In der Spätantike versuchte die urbane Oberschicht daher zunehmend, die Beteiligung an diesen kostspieligen Ämtern zu vermeiden oder aber die Lasten zumindest auf möglichst viele Schultern zu verteilen. Damit verwandelte sich das Verbot, Juden in die Stadträte aufzunehmen, faktisch in ein Privileg. 
Diese Ausnahmestellung wurde schließlich beseitigt: Das am 11. Dezember 321 an den Kölner Stadtrat ergangene Dekret Kaiser Konstantins I. antwortete auf eine Anfrage der Curialen und verfügte, dass fortan auch Juden in die curia berufen werden konnten, bzw. dass diese (mit einigen Ausnahmen) nötigenfalls auch gegen ihren Willen in die Pflicht genommen werden durften. Es dient zugleich als frühester Beleg für die Existenz einer jüdischen Gemeinde in der Stadt Köln (und im heutigen Deutschland insgesamt). Das kaiserliche Dekret ist im Codex Theodosianus (16,8,3) überliefert und hat in der Übersetzung folgenden Wortlaut:

„An die Ratsherren von Köln: Mit einem allgemeinen Gesetz erlauben wir allen Stadträten, auch Juden in den Rat zu berufen. Doch damit ein Rest der früheren Regelung ihnen [d. h. den Juden] zum Trost bestehen bleibe, gestehen wir mit einem immerwährenden Privileg je zweien oder dreien von ihnen zu, von keinen Nominierungen in Anspruch genommen zu werden. Gegeben am dritten Tag vor den Iden des Dezember, als die Caesares Crispus und Constantius zum zweiten Mal Konsuln waren.“

Wichtig ist, dass das Edikt von der Existenz jüdischer Bürger in Köln ausgeht; die Gemeinde muss also bereits vor 321 bestanden haben. Eine in die Mitte des 6. Jahrhunderts datierte Abschrift des 16. Buches des Codex Theodosianus aus dem Vatikan, die den kaiserlichen Erlass enthält, wurde ab September 2021 in einer Sonderausstellung des Museums Kolumba in Köln gezeigt.

## Mittelalter

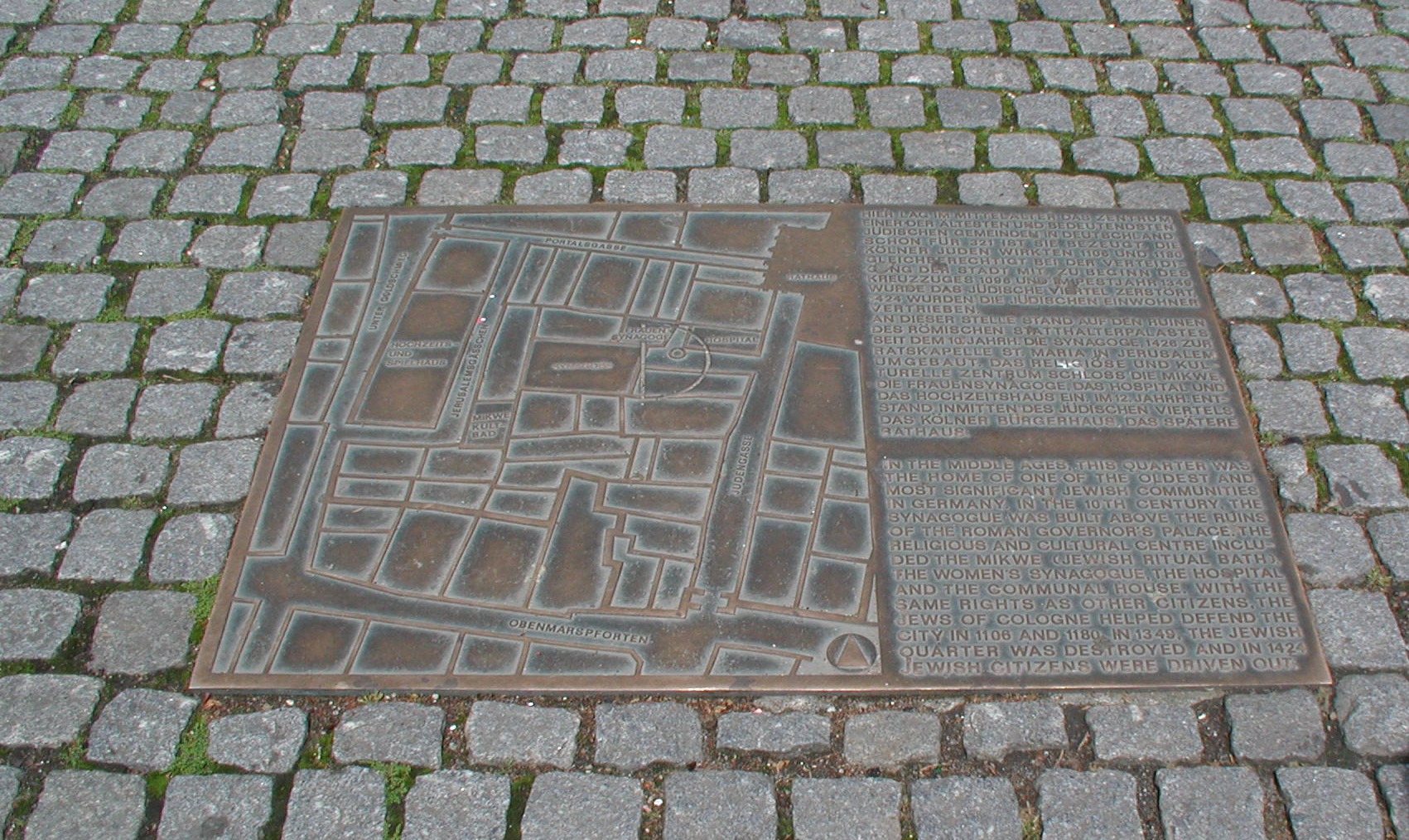
Plan des jüdischen Viertels am Rathausplatz

Ein jüdisches Ritualbad, eine Mikwe, in der Kölner Altstadt-Nord datiert in ihrer ersten Bauphase aus dem 8. Jahrhundert. In der Folge wurde der Bau mehrfach erneuert und renoviert. Nach 1096 erfolgte der Umbau der Mikwe zu Beginn des 12. Jahrhunderts.
Die jüdische Gemeinde war spätestens seit dem 11. Jahrhundert in einem Viertel nahe dem heutigen Rathaus angesiedelt. Noch heute zeugt der Name „Judengasse“ davon. Im 12. und 13. Jahrhundert verschärfte sich die antijüdische Haltung der Stadtbewohner. Sie wurden beschuldigt, für die Pest verantwortlich zu sein. In der Bartholomäusnacht 1349 kam es zu einem Pogrom, der als „Judenschlacht“ in die Stadtgeschichte einging. In dieser Nacht drang ein aufgebrachter Mob in das Judenviertel ein und ermordete die meisten Bewohner. 1424 wurden die Juden „auf alle Ewigkeit“ aus der Stadt verbannt. Dieses Verbot einer Ansiedlung wurde erst Ende des 18. Jahrhunderts aufgehoben. Eine neue jüdische Gemeinde entstand erst wieder unter französischer Verwaltung. In der frühen Neuzeit wurde das Gelände des Judenviertels überbaut, ihre ehemaligen Bewohner gerieten in Vergessenheit. Erst nach den Zerstörungen des Zweiten Weltkrieges kamen bei den Wiederaufbaumaßnahmen die mittelalterlichen Fundamente, darunter eine Synagoge und die monumentale Kölner Mikwe, zu Tage. Erste archäologische Untersuchungen wurden nach dem Krieg von Otto Doppelfeld in den Jahren 1953 bis 1956 durchgeführt. Aus Gründen des Geschichtsbewusstseins wurde das Gelände in der Nachkriegszeit nicht überbaut und blieb bis heute als Platz vor dem historischen Rathaus erhalten. Das Judenviertel ist Teil der „Archäologischen Zone Köln“.

### Mittelalterliche Pogrome in Köln

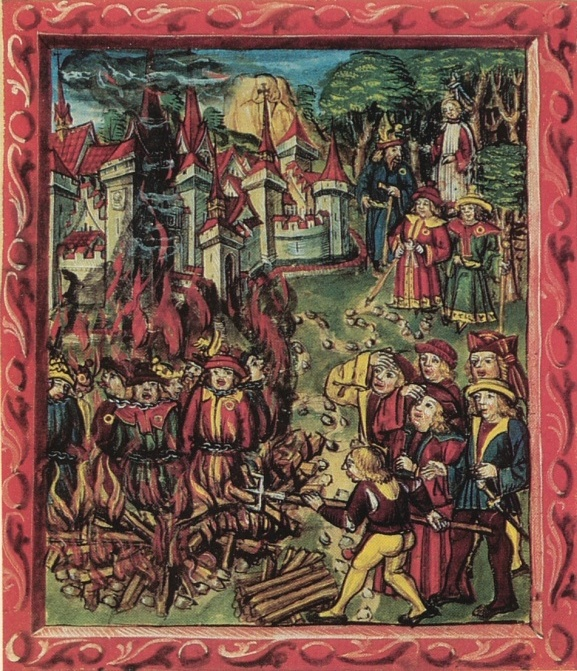
Judenverbrennung im Heiligen Römischen Reich (mittelalterliches Manuskript, heute in der Zentral- und Hochschulbibliothek Luzern)

Schon Jahrhunderte vor dem großen Pogrom vom August 1349 war im Kölner Raum das Klima gegenüber der jüdischen Bevölkerung keineswegs freundlich. 1096 kam es im Verlauf des Ersten Kreuzzuges zu mehreren Pogromen. Obwohl der Kreuzzug von Frankreich ausging, kam es zuerst im Heiligen Römischen Reich zu belegten Übergriffen. Am 27. Mai 1096 fielen in Mainz Hunderte von Juden Gewaltexzessen zum Opfer. Die Pfalz des dortigen Erzbischofs Ruthard, wohin dieser die Juden zu ihrem Schutz hatte verbringen lassen, wurde von den Kreuzfahrern nach kurzer Gegenwehr gestürmt. Ähnliches geschah im Juli desselben Jahres in Köln. Juden wurden zwangsgetauft. Die Erlaubnis Kaisers Heinrich IV., wonach zwangsgetaufte Juden wieder zu ihrem Glauben zurückkehren durften, wurde von Papst Wibert von Ravenna nicht bestätigt. Seit dieser Zeit kam es nicht nur im Rheinland immer wieder zu kleineren und größeren Übergriffen.
Im Jahre 1146 wurden mehrere Juden bei Königswinter von einem aufgebrachten christlichen Mob erschlagen, kurz vor Beginn des Zweiten Kreuzzuges. Auch in Andernach, Altenahr, Bonn und Lechenich wurden Juden getötet und ihre Häuser teils geplündert. Diese Ereignisse sind vermutlich mit einer Verfolgungswelle von 1287/88 in Verbindung zu bringen. Tätliche Übergriffe auf Kölner Juden sind für diesen Zeitraum nicht belegt, wobei von einer bestehenden Diskriminierung ausgegangen werden muss.
Nach dem Vierten Laterankonzil im Jahr 1215 waren alle Juden dazu angehalten, sich durch ihre Kleidung deutlich als Nichtchristen auszuweisen. Daneben war es möglich, dass der Inhaber des Judenregals sogenannte Tötbriefe ausstellte, also beschloss, bestimmten Schuldnern – etwa bei Missernten – die Schulden bei jüdischen Geldverleihern zu erlassen oder die Zinsen zu senken.
Des Weiteren kann man für die 1320er Jahre vermuten, dass mancher Kölner versuchte, sich den Zahlungsverpflichtungen gegenüber jüdischen Gläubigern durch die Berufung auf die kirchliche Gesetzgebung zu entziehen. Papst Johannes XXII. hatte im Jahre 1317 eine rigorose „Anti-Judenwucher-Kampagne“ gestartet und öffentlich erklärt, dass Wucherzinsen an Juden nicht entrichtet werden müssten. Der Kölner Stadtrat sah sich genötigt, gegen diese kirchlich sanktionierte Rückzahlungsverweigerung vorzugehen und stellte 1321 Klagen gegen jüdische Zinsforderungen unter Strafe. 1327 wiederholte der Rat diese Bestimmung und wandte sich damit eindeutig gegen ein päpstliches Reskript, welches speziell gegen einen Salman von Basel gewandt war. Derselbe Stadtrat nahm 1334 selbst auf besagtes päpstliche Schreiben Bezug und rief Erzbischof Walram von Jülich um Unterstützung an, als ein jüdischer Finanzier namens Meyer von ihm Außenstände einforderte. Das Verfahren endete mit der Herausgabe aller städtischen Schuldbriefe und der Verurteilung Meyers zum Tode. Die Stadtväter waren ihrer Schulden bei Meyer ledig und Walram erhielt das konfiszierte Vermögen des Verurteilten. Zudem hatte der Erzbischof ebenfalls Schulden bei Meyer gehabt und konnte diese im gleichen Zuge tilgen. Insgesamt scheinen die Juden in Köln zwischen 1096 und 1349 als „Mitbürger“ an Leib und Leben allerdings relativ sicher gewesen zu sein. Hinweise darauf, dass man Anstoß an ihnen genommen hat, gibt es aber zur Genüge. So ist etwa die sogenannte Judensau auf einer der Stuhlwangen des Kölner Domchores bekannt, die vermutlich aus den 1320er Jahren stammt.
In den Jahrzehnten vor dem Pogrom in Köln scheinen die Beziehungen zu den dort ansässigen Juden immer schlechter geworden zu sein. So wurde um 1300 mit dem Bau eines Mauerteils um das Judenviertel begonnen. Vermutlich wurde diese Baumaßnahme auf Betreiben der jüdischen Gemeinde selbst durchgeführt. Ratsbeschlüsse dokumentieren die Verschlechterung des innerstädtischen Klimas zwischen Christen und Juden. So befassen sich Beschlüsse der Jahre 1252 bis 1320 mit Fragen über Rechtsstellung, Schutz und Besteuerung der Kölner Juden. Die Pogromwelle betraf auch andere Städte des Reiches. So ist ein Schreiben des Kölner Stadtrates an den Rat der Stadt Straßburg überliefert. Darin äußert sich der Kölner Rat am 12. Januar 1349 besorgt über die Vorgänge in Straßburg und warnt eindringlich vor einer Eskalation. Die Juden und ihre Habe seien durch Schutz- oder Trostbriefe geschützt, diese müsse man einhalten. Zudem sei der Vorwurf, die Juden hätten die Brunnen vergiftet und so die Pest verursacht, in keinem einzigen Fall nachgewiesen. Im selben Schreiben stellen die Kölner Ratsherren klar, dass sie die Kölner Juden entschieden schützen würden. Für die Jahre nach 1320 sind allerdings zahlreiche religiös motivierte Judenfeindlichkeiten des Kölner Klerus bekannt, die sich besonders über die Privilegien der Kölner Juden ereiferten. Der Grund hierfür kann in der Veränderung des Judenregals gesehen werden. Der Kölner Klerus profitierte nun nicht mehr alleinig vom Geldleihgeschäft der Juden. Zunehmend verdiente der Stadtrat mit, was noch zu zusätzlichen Spannungen zwischen Erzbischof und Rat führte.

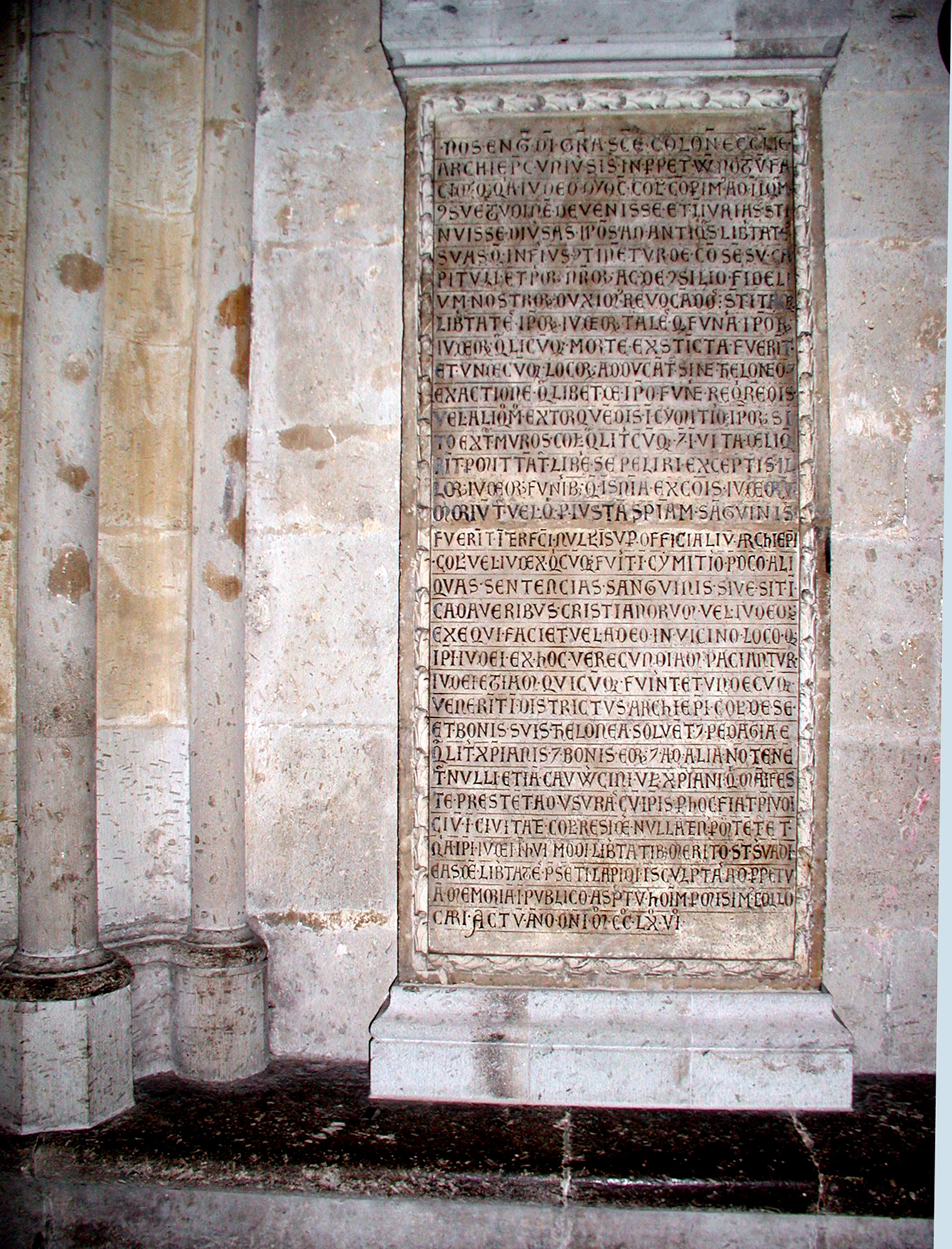
1266 lässt Erzbischof Engelbert II. das „Judenprivileg“ in Stein meißeln.

Dass letzterer in der Judenverfolgung des Jahres 1349 in Köln eine wichtige Rolle spielte, geht aus den Quellen hervor. Seit 1266 hatten in Köln ausschließlich die Juden das Privileg, Geld zu verleihen. Erzbischof Engelbert II. hatte dieses sogenannte Kölner Judenprivileg an der Außenseite der Domschatzkammer gar in Stein meißeln lassen. Im Ringen um die Macht konnten die Juden in Köln also bis zu einem gewissen Grad als „Druckmittel“ eingesetzt werden. Die Schutzherren der Kölner Juden, der Erzbischof und der König, konnten ihr Judenregal weiterveräußern. Kam es nun zu Querelen zwischen der Kurie, dem König und dem Kölner Stadtrat, so konnte der Stadtrat beiden eine profitable Einnahmequelle nehmen, wenn er die Juden beseitigte. Nebenbei konnten so eigene Außenstände getilgt werden.
Hinzu kam, dass in den 1340er Jahren eine Pestwelle von noch nie dagewesener Härte über Europa hereinbrach. Der „Schwarze Tod“ hat aber Köln und das Umland wohl nicht vor dem Dezember 1349 erreicht, also erst Monate nach dem schweren Pogrom vom August. Allerdings werden Nachrichten aus dem Süden über ihre verheerende Auswirkung auch am Rhein schon wesentlich früher eingetroffen sein. Möglicherweise wurden sie in der Bevölkerung noch ausgeschmückt und führten zu einer eschatologischen Unruhe.
In diese Gesamtsituation fällt der verheerende Pogrom vom 23./24. August des Jahres 1349 in Köln.

#### Vorbereitung des Pogroms
Die Verfolgungen im Jahre 1349 gehörten zu den heftigsten im gesamten Mittelalter und hatten ihren Ursprung vermutlich in Süd-Westeuropa. Den größten Nachhall fanden sie allerdings im Deutschen Reich. Die Pogromwelle erfasste viele Städte, noch bevor die Pest diese erreichte, zum Beispiel die Pogrome in Straßburg und Basel. Besonders häufig wurden Anklagen wegen angeblicher Brunnenvergiftung erhoben. Die Pogrome scheinen sich nach dem Schneeballsystem ausgebreitet zu haben. Es ist eher unwahrscheinlich, dass sie spontan waren und vom niederen Volk ausgingen. Viel eher lassen spätere Aufzeichnungen eine gewisse Planung erkennen, die in ihrer Prägung eher die Verwicklung der führenden, oder wenigstens Teile der führenden Schichten erkennen lassen. So weisen etwa die schon erwähnten Ereignisse in Straßburg, die der Kölner Rat genau verfolgte, auf eine deutliche Planung hin. Man schloss dort mit allen, denen an der Ermordung oder Vertreibung der Juden gelegen war, im Vorfeld ein Bündnis, um sich auch gegenüber ihren Schutzherren durchsetzen zu können. Besonders König Karl IV. und die habsburgischen Vogte hatten Juden in ihren Herrschaftsgebieten angesiedelt. Der Straßburger Rat berief sich auf den Landfrieden und forderte alle Bündner auf, die Juden in ihren Gebieten zu töten. So war dieser Pogrom letztlich gegen die Habsburger gerichtet und nutzte die Hysterie im Volk lediglich aus, um eigene machtpolitische Ziele erreichen zu können.
Der Kölner Erzbischof Walram, der die Stadt gegen Ende Juni 1349 verlassen hatte, um sich nach Frankreich zu begeben, war kurz darauf in Paris verstorben. König Karl IV., hatte sich bis zum 19. Juli in Köln aufgehalten und war danach mit seinem Gefolge abgereist. Ihm war es gelungen, Köln durch Vergünstigungen im Thronstreit auf seine Seite zu ziehen. Möglicherweise verliefen die Verhandlungen aber nicht für alle Interessensgruppen erfolgreich. Die Auslöschung der jüdischen Gemeinde könnte auf die Schwächung Karls IV. und der Kurie abgezielt haben. Schon früher hatte eine Sedisvakanz des Erzbischofs zu Verfolgungen geführt. So etwa nach der Schlacht von Worringen am 8. Juni 1288, als der unterlegene Kölner Erzbischof gefangen genommen wurde. Vier Tage danach kam es zu Judenverfolgungen in der näheren Umgebung von Köln. Im August 1349 war nicht nur der Sitz des Kölner Erzbischofs unbesetzt, sondern auch Karl IV. war nicht in der Nähe um eingreifen zu können. So kam es zu Ausschreitungen, die am 24. August in der später sogenannten „Kölner Bartholomäusnacht“ gipfelten.
Am 23./24. August wurde auch das bis dahin für Juden einigermaßen sichere Köln zu einer Todesfalle. Nach gewalttätigen Übergriffen in der näheren Umgebung der Domstadt wurden auch in Köln selbst Juden ermordet.

#### Die Bartholomäusnacht und ihre Folgen
Über den eigentlichen Ablauf des Pogroms ist wenig bekannt. Im Verlauf der Bartholomäusnacht 1349 wurde das beim Rathaus liegende Judenviertel gestürmt, wobei es zu Morden, der Plünderung von jüdischem Besitz und zu Brandstiftung kam. Flüchtende wurden verfolgt und getötet. Der Rat ließ nicht eingreifen. Über die Feuer, die das Judenviertel damals verheerten, berichten mehrere Quellen, allerdings sind sie teils widersprüchlich. Einige berichten, dass sich die Juden selbst in ihren Häusern verbrannten, um nicht in die Hände der Plünderer zu fallen. Einer anderen Version zufolge hatten sich die Juden in ihrer Synagoge selbst verbrannt, was aber eher unwahrscheinlich ist. Archäologische Grabungen im Gebiet des mittelalterlichen Judenviertels deuten darauf hin, dass die Synagoge selbst die Bartholomäusnacht unbeschadet überstanden hatte, später dann aber gezielt ausgeplündert wurde.
Auf der Flucht vergrub eine Familie hier ihr Hab und Gut. Der Münzschatz wurde bei Ausgrabungen 1953 entdeckt und ist im Stadtmuseum ausgestellt.
Der Bericht des Chronisten Gilles Li Muisis, in dem er von einer regelrechten Schlacht gegen mehr als 25.000 Juden berichtet und den Sieg der Kölner einer Kriegslist der Fleischer zuschreibt, gilt als unglaubwürdig. Gilles Li Muisis Bericht prägte den Begriff „Judenschlacht“ für die Ereignisse jener Nacht. Ebenfalls undurchsichtig ist die Beteiligung von Flagellanten, die laut den Quellen 1349 in Köln gewesen sein sollen.
Der Rat der Stadt Köln und der neue Erzbischof Wilhelm von Gennep verurteilten den Pogrom mit aller Schärfe. Die Namen der eigentlichen Drahtzieher und gewalttätigen Eindringlinge in das jüdische Viertel blieben unbekannt. Es kann nur festgestellt werden, dass man damals versuchte, die Schuldigen unbenannt zu lassen. In einem Schreiben des Kölner Stadtrates heißt es, dass es ein auswärtiger Mob gewesen sei, denen vereinzelte Habenichtse aus Köln gefolgt seien.

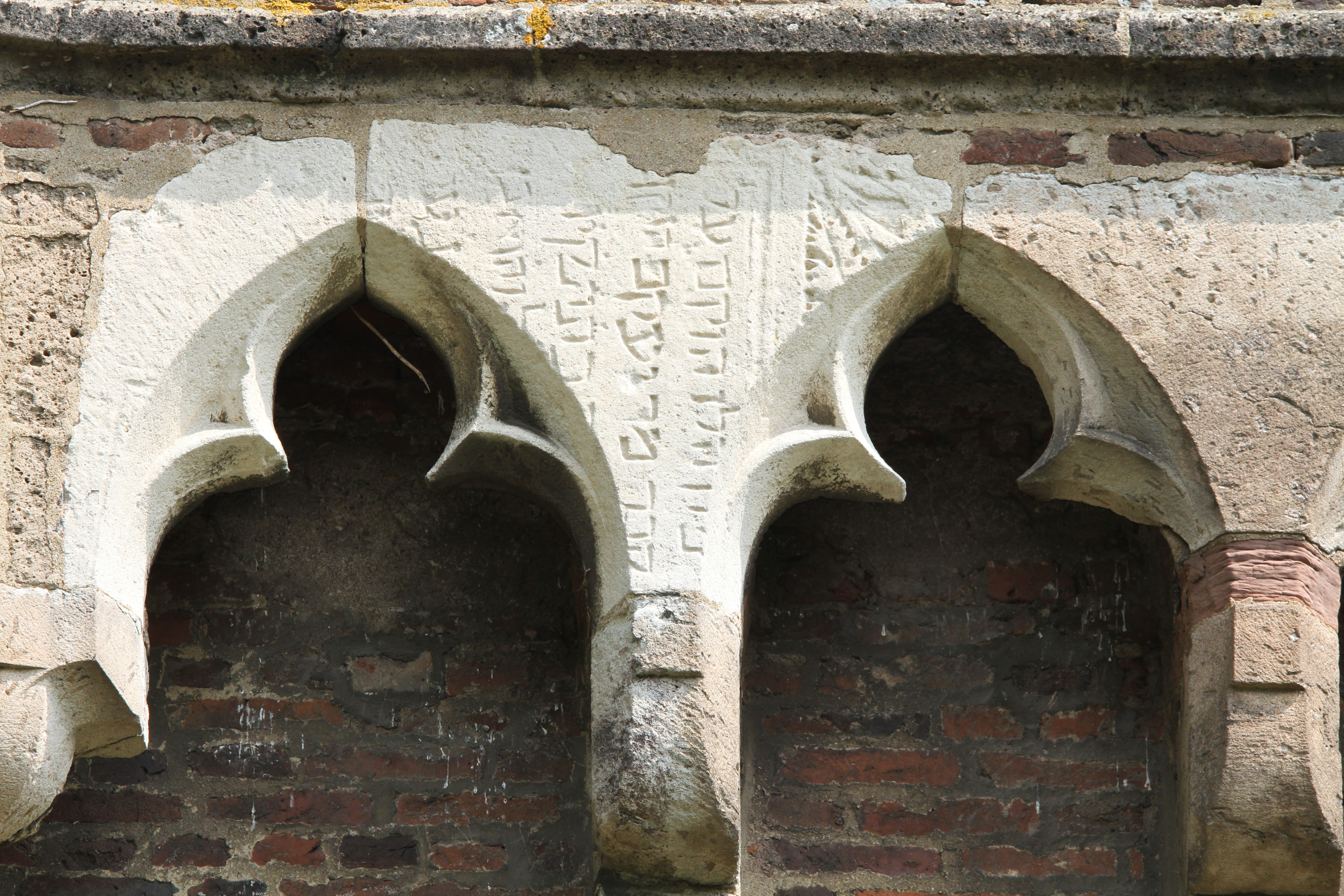
Grabstein des Rabbi Mar Jacob am Vorburgtor der Burg Lechenich

Einige vertriebene Überlebende aus der Stadt suchten jenseits des Rheins Zuflucht. Etwa zehn Jahre nach der Pogromwelle des Jahres 1349 sind jüdische Ansiedlungen in Andernach und Siegburg dokumentiert. Auch der Kölner Judenfriedhof Judenbüchel war verwüstet worden. Am Rathaus und Kaufhaus in Köln wurden Grabsteine als Baumaterial wiederverwendet, doch auch Erzbischof Wilhelm von Gennep als Schutzherr der Judengemeinde beanspruchte das Material und ließ in den Jahren danach beim Ausbau der Landesburgen Hülchrath und Lechenich Steine mit hebräischen Inschriften bearbeiten und vermauern.
Nach Köln kamen Juden nachweislich erst 1369 zurück, obwohl schon der Erzbischof Boemund II. von Saarbrücken während seiner Ägide von 1354 bis 1361 den Zuzug von Juden zu forcieren suchte. Aber erst unter Engelbert III. von der Mark und besonders unter seinem Koadjutor Kuno von Falkenstein sollte sich das gespannte Verhältnis zwischen Erzbischof und Stadtgemeinde soweit verbessern, dass der Schutz der Juden wieder halbwegs gesichert schien. Im Jahr 1372 ist wieder eine kleinere jüdische Gemeinde in Köln nachgewiesen. Auf Bitten des Erzbischofs Friedrich wurden sie in der Stadt aufgenommen und erhielten ein erstes befristetes Schutzprivileg für eine Dauer von 10 Jahren. An dieses knüpfte der Rat jedoch Bedingungen. So war für den Zuzug ein Aufnahmegeld zwischen 50 und 500 Gulden sowie eine jährlich neu festzulegende Summe als allgemeine Abgabe zu zahlen. Nach weiteren Verlängerungen des Bleiberechtes proklamierte der Rat 1404 eine verschärfte Judenordnung. Es wurde den Juden auferlegt, sich zum Beispiel durch den spitzen Judenhut kenntlich zu machen, auch jede Art von Luxus wurde ihnen untersagt. 1423 beschloss der Kölner Rat, ein bis Oktober 1424 befristetes Aufenthaltsrecht für die Juden nicht mehr zu verlängern. Bemerkenswert ist allerdings, dass man scheinbar sofort wieder eine ganze Gemeinde einrichten konnte und nicht erst, wie dieses aus vielen anderen, auch großen, Städten sonst überliefert ist, nur einige wenige Juden.

#### Emigration
Infolge der mittelalterlichen Pogrome und der endgültigen Ausweisung 1424 entschlossen sich wohl auch viele der Kölner Juden zur Auswanderung in osteuropäische Länder wie Polen-Litauen, wo sich in der Folge das Jiddisch als Umgangssprache aus dem Mittelhochdeutschen, Hebräischen und Slawischen entwickelte. Die Nachkommen dieser Emigranten kehrten Anfang des 19. Jahrhunderts zurück und wohnten dann hauptsächlich im Bereich der Thieboldsgasse südöstlich des Neumarktes.
Nur wenige der Juden blieben in der Nähe Kölns und wurden vorwiegend im Rechtsrheinischen (Deutz, Mülheim, Zündorf) sesshaft. Später entstanden so neue kleine Gemeinden, die mit den Jahren heranwuchsen.
Die erste Gemeinde in Deutz entstand im Bereich der heutigen „Mindener Straße“. Dort fühlten Juden sich unter dem Schutz des Erzbischofs Dietrich von Moers (1414–1463) in Sicherheit.

### Kulturelles Leben im Mittelalter
In Köln existiert eine der umfangreichsten jüdischen Bibliotheken des Mittelalters.
Im Mittelalter gab es in Köln die folgenden jüdischen Gemeinden, Synagogen, Mikwen, Schulen, Hospize und Begräbnisstätten:

#### Judenbüchel

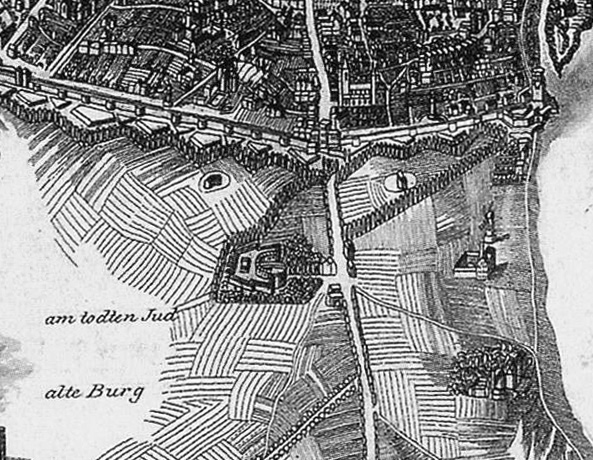
Ausschnitt aus einem Stich von Friedrich W. Delkeskamp (1794–1872)

Für das Jahr 1212 erwähnt eine Urkunde des Heiligen Engelbert, zu der Zeit Propst des Stiftes St. Severin, „dass vor 38 Jahren Ritter Ortliv fünf Joch Landes auf dem Judenkirchhof, die er vom Stift St. Severin zu Lehen trug, diesem resigniert (zurückübertragen) habe; dass sie dann den Juden gegen jährlichen Zins von vier Denaren überlassen seien und Ortliv jetzt darauf keine Ansprüche machen könne.“ 1266 sicherte Erzbischof Engelbert II. im Kölner Judenprivileg den Juden gerechte Behandlung und die ungestörte Benutzung ihres Friedhofes an der Bonner Straße zu. Es handelte sich um den vor den Mauern der Köln nach Süden abgrenzenden Severinstorburg gelegenen, sogenannten Judenbüchel oder Toten Juden. Diese Bezeichnung blieb dem Gelände auch nach der Aufhebung des Friedhofes bis zum Bau des Großmarktes an dieser Stelle.

#### Grabsteine aus dem Jahr 1323

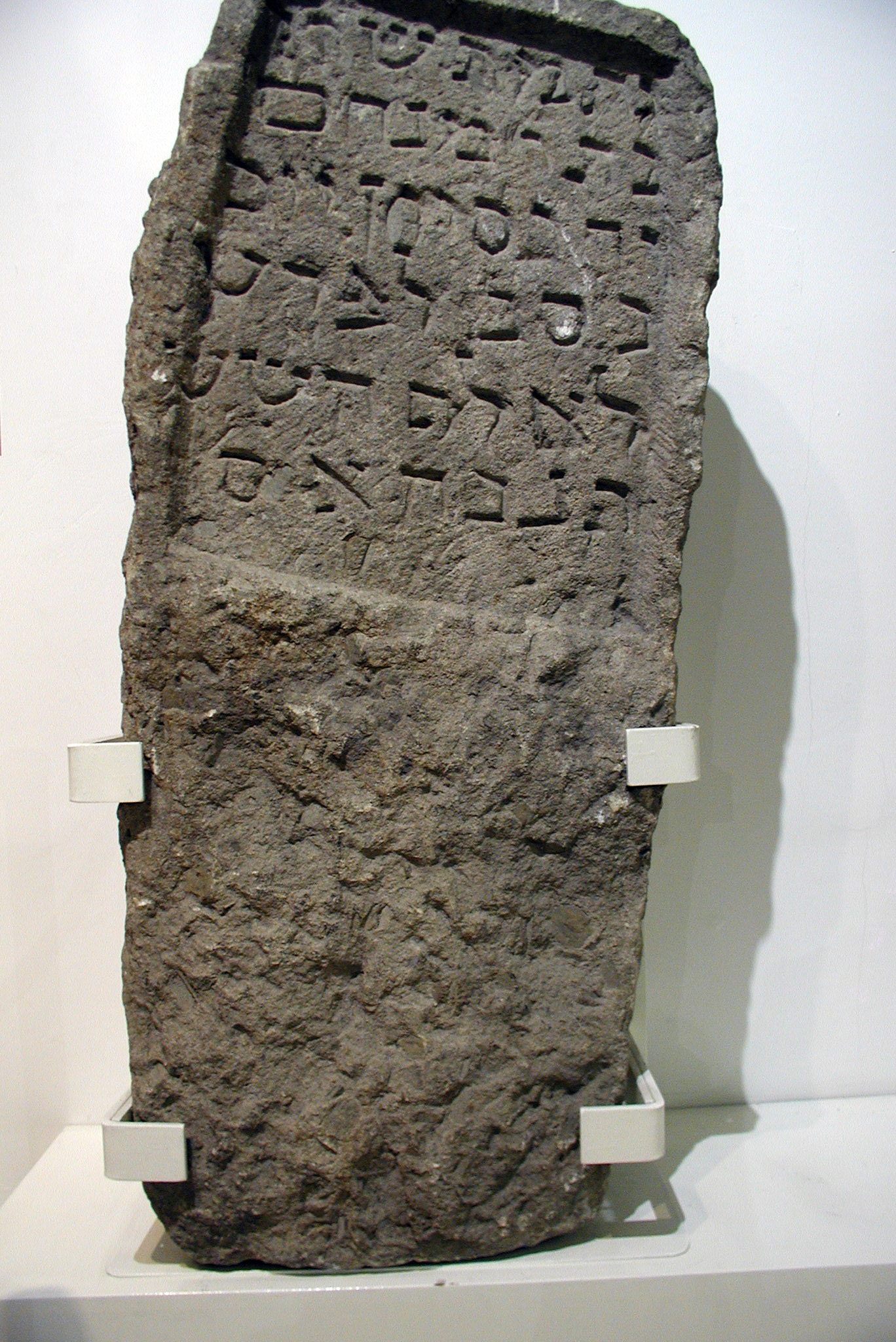
Grabstein der Rachel, 1323

Bei Grabungen im Kölner Rathausbezirk wurden 1953 zwei vollständig erhaltene Grabsteine an der Nordwestecke des Rathauses in einem großen Bombentrichter gefunden. Wahrscheinlich stammen sie von diesem jüdischen Friedhof vor dem Severinstor, die als Baumaterial missbraucht worden waren.
Auch in den Jahren nach der Ausweisung aus Köln wurden verstorbene Gemeindemitglieder der Deutzer Gemeinde auf mühevolle Weise zum linksrheinisch gelegenen Friedhof gebracht.

## Neuzeit
Geschehnisse, Gemeinden, Synagogen, Bethäuser, Mikwen, Schulen, Hospize und Begräbnisstätten im heutigen Stadtgebiet.

### Nach der Ausweisung

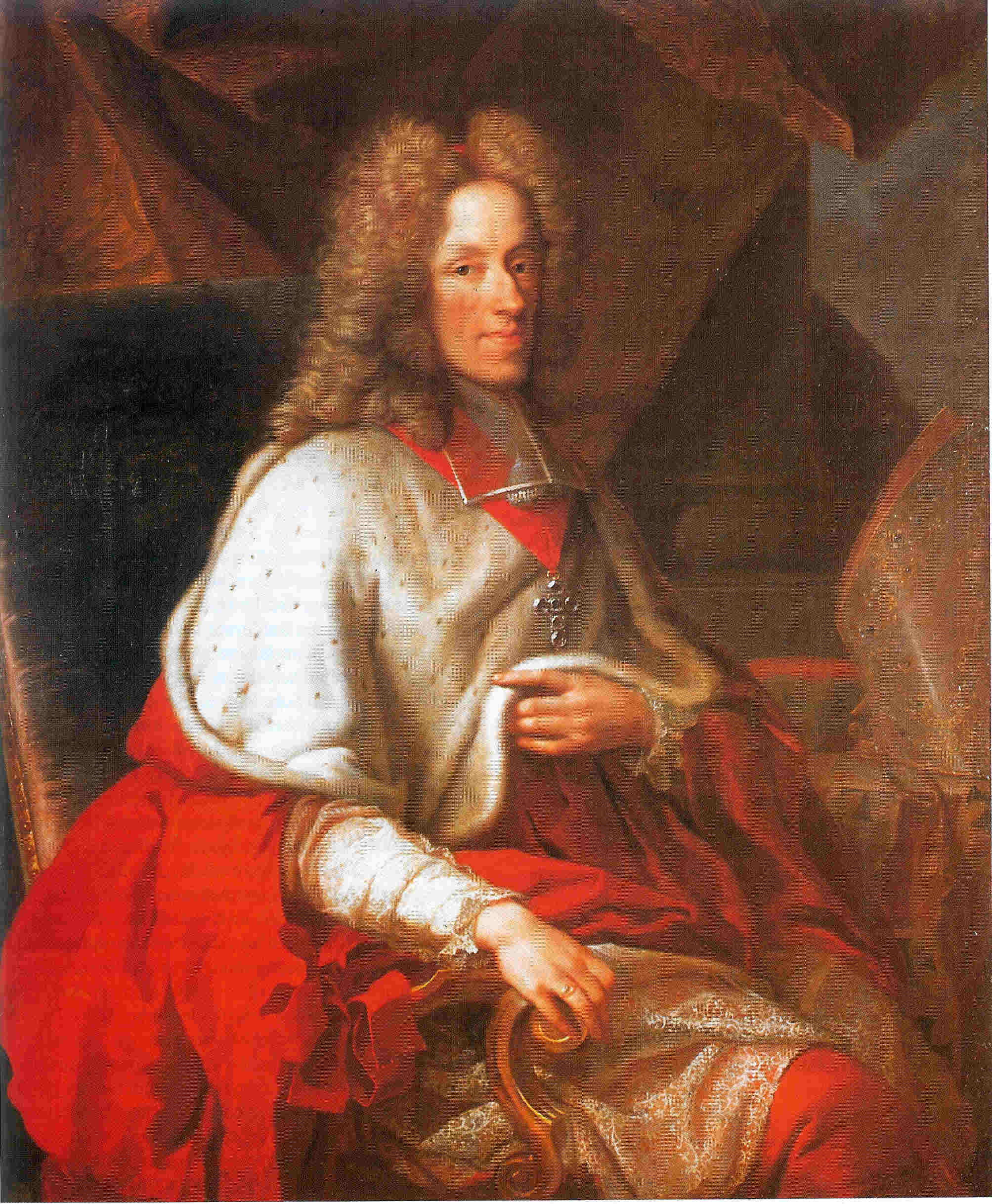
Joseph Clemens von Bayern gewährt den Juden Privilegien.

Die wenigen verbliebenen Juden bildeten im rechtsrheinischen Deutz den Anfang einer Gemeinde, deren Rabbiner sich später als „Landrabbiner von Köln“ bezeichneten. Die Anfänge der Deutzer Gemeinde waren recht bescheiden. So wird aus der Mitte des 15. Jahrhunderts „Rabbi Vives“ erwähnt, der neben anderen auch die Gemeinde Deutz betreute. Um 1634 waren es 17 Juden, 1659 waren 24 Häuser von Juden bewohnt, und 1764 bestand die Gemeinde aus 19 Personen. Gegen Ende des 18. Jahrhunderts erreichte die Gemeinde einen Stand von 163 Mitgliedern.
Die Gemeinde wurde zu einem kleinen jüdischen „Viertel“ im Bereich Mindener- und Hallenstraße. Dort stand auch eine erste, 1426 erwähnte Synagoge, welche durch den immensen Eisgang des Rheins im Jahr 1784 zerstört wurde. Die diesem Gotteshaus zugehörige Mikwe, das wie ein Brunnen tief angelegte Ritualbad, ist möglicherweise noch heute unter der Aufschüttung der Brückenrampe (Deutzer Brücke) vorhanden. Trotzdem kamen um 1570 einige aus Antwerpen vertriebene wohlhabende Sepharden nach Köln und betrieben von hier ihren Fernhandel, so Luis Álvares Caldera (gest. 1576).
Das erste im rechtsrheinischen Kölner Raum gelegene jüdische Gotteshaus ersetzte die Gemeinde durch einen kleinen Neubau am westlichen Ende der „Freiheit“, der heutigen Straße „Deutzer Freiheit“ (1786–1914).
Zu dieser Zeit lebten auch die Juden der Deutzer Gemeinde wie alle anderen des Kurfürstentums Köln unter den rechtlichen und gesellschaftlichen Bedingungen, die vom Staat seit dem Ende des 16. Jahrhunderts durch eine sogenannte „Judenordnung“ vorgegeben worden waren. Der letzte Erlass dieser Judengesetze war die von Kurfürst Joseph Clemens verkündete Ordnung aus dem Jahr 1700. Sie hatte Bestand bis zur neuen Gesetzgebung, als es auch im rechtsrheinischen Deutz zur Einführung des französischen Zivilrechts kam.
Bedingt durch den Bau der Hängebrücke im Jahr 1913/14, die nach dem Reichspräsidenten Hindenburg benannt wurde, musste das Gebetshaus aufgegeben werden, es wurde niedergelegt.
Im Dezember des Jahres 1913 wurde bei Arbeiten zur Beseitigung der „Schiffsbrückenstraßenbahnlinie“ in Deutz an der „Freiheitsstraße“ eine Mikwe unter der alten Synagoge der jüdischen Gemeinde freigelegt. Das Bad hatte eine Verbindung zum Rheingewässer. Als Ersatz für die niedergelegte Synagoge wurde am Reichplatz ein neues Gebäude errichtet, das beim Novemberpogrom 1938 und im darauf folgenden Krieg stark beschädigt wurde. Der letzte Rabbiner, Julius Simons, wurde 1938 ins KZ deportiert, konnte aber nach Amsterdam ausreisen. Von dort wurde er 1943 während der Besatzung nach Auschwitz deportiert, wo er dann 1944 mit seiner Familie umgebracht wurde. Nach ihm ist zwischen Deutz und Poll eine Straße benannt. Nur ein Sohn, Ernst Simons, überlebte den Holocaust.

#### Friedhof Deutz

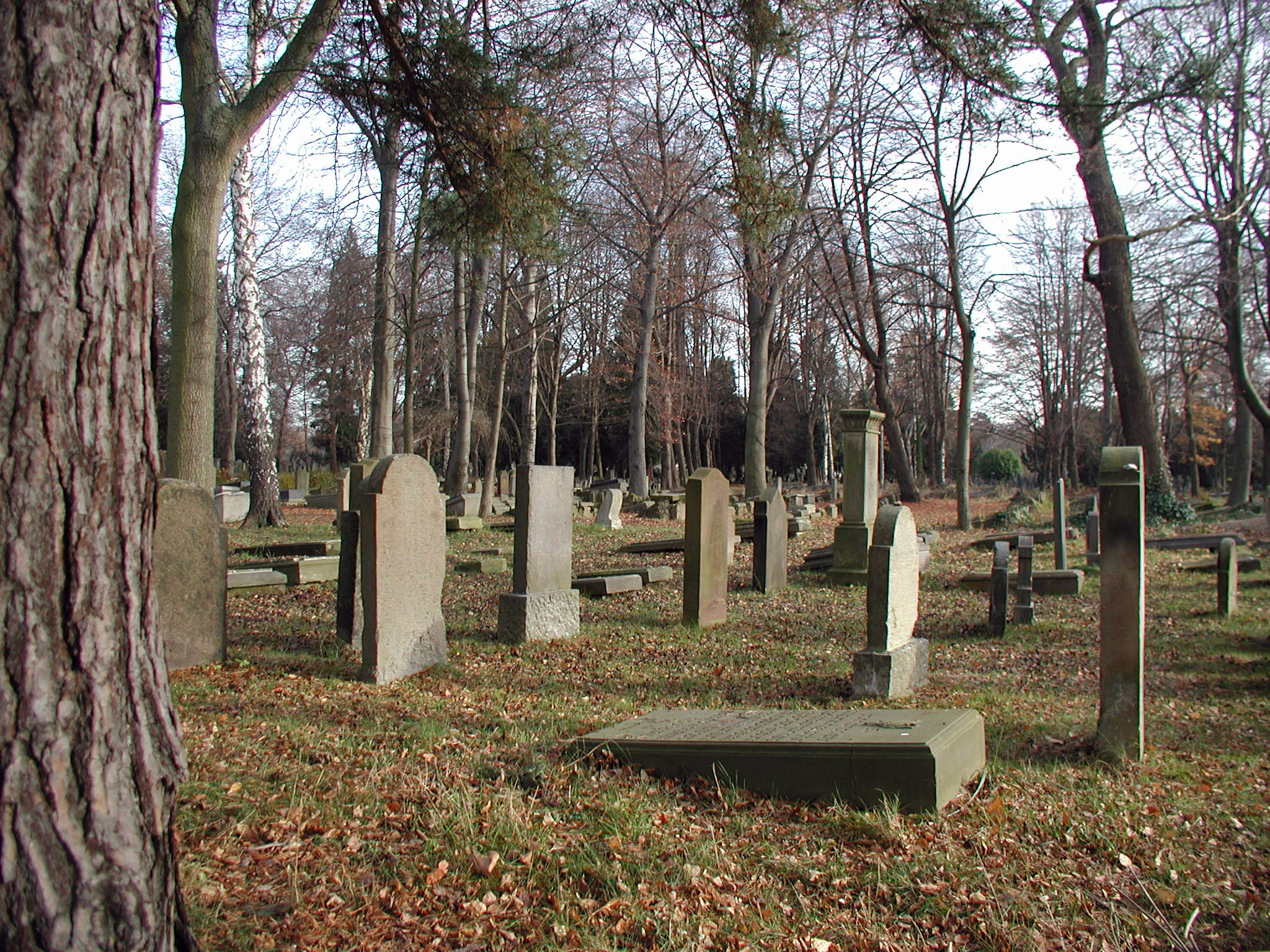
Stelen und Grablagen nordöstlich ausgerichtet

Im Gegensatz zu den Bauzeugnissen der Innenstadt lässt sich die Geschichte der jüdischen Gemeinden außerhalb des Stadtkerns vor allem durch die verbliebenen jüdischen Friedhöfe aufzeigen. Es sind im rechtsrheinischen Köln die israelitischen Friedhöfe in Mülheim, „Am Springborn“, in Zündorf zwischen „Hasenkaul“ und dem „Gartenweg“ und in Deutz der Friedhof am „Judenkirchhofsweg“. Diesen erhielten die Deutzer Juden 1695 durch den Erzbischof als Grundstück zur Pacht. Auf ihm fanden ab 1698 erste Bestattungen statt. Auch einige jüdische Kölner, deren Namen noch heute geläufig sind, fanden hier auf der noch heute erhaltenen Begräbnisstätte am Judenkirchhofsweg in Deutz (Köln) ihre letzte Ruhe. 1918 wurde der Friedhof geschlossen blieb aber im Besitz der Gemeinde.

### Neuanfang

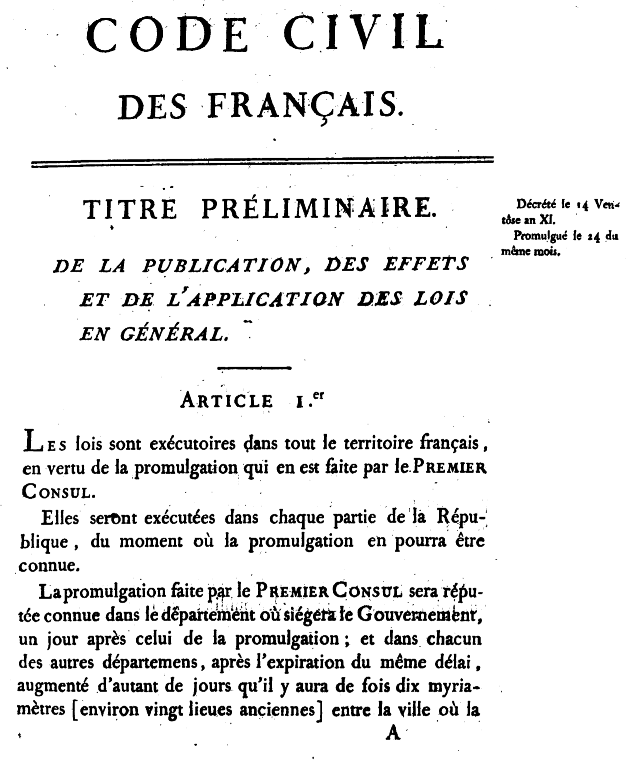
Erste Seite der Erstausgabe des Code civil von 1804

Bis zur Besetzung durch das französische Revolutionsheer 1794 durften sich in Köln keine Juden mehr niederlassen. Der von den Franzosen eingeführte Code civil beinhaltete die Gleichheit vor dem Gesetz, individuelle Freiheitsrechte sowie die Trennung von Staat und Kirche. So war es 1798 „Josef Isaak“ aus Mülheim, der sich als erster Jude wieder in Köln niederlassen durfte. Ebenfalls im Jahr 1798 verlegte der erst 17-jährige Salomon Oppenheim junior seinen Geschäftsstandort von Bonn nach Köln. Er gehörte zu den Familien, die ab 1799 die erste Kölner Gemeinde der Neuzeit bildeten. Oppenheim betrieb auch Handel mit Baumwolle, Leinen, Öl, Wein und Tabak. Sein Hauptgeschäft war jedoch das Kreditwesen. Schon 1810 führte er das nach „Abraham Schaffhausen“ zweitgrößte Bankhaus Kölns. Innerhalb der neuen Kölner Judengemeinde nahm Oppenheim sowohl im sozialen wie auch im politischen Leben eine herausragende Stellung ein. Ihm unterstand die Aufsicht der Gemeindeschulen, er fungierte aber auch als Delegierter seiner Kölner Gemeinde, die ihn zu einem Kongress jüdischer Notabeln nach Paris entsandte.
Als Gebetshaus wurde bald ein durch die französischen Besatzer aufgehobenes Klarissen-Kloster in der Glockengasse eingerichtet. Auch wenn zu dieser Zeit eine Reihe jüdischer Geschäftsleute schon einen wirtschaftlichen und sozialen Aufstieg erlebten – Oppenheim jr. wurde einstimmig zum Mitglied der Handelskammer gewählt und hatte somit als erster Jude wieder ein öffentliches Amt inne – war ihr rechtlicher Status noch unsicher. Das ergangene preußische „Edikt“ galt nicht überall. Es sollte noch bis zum Preußischen Judengesetz von 1847 dauern und letztlich bis 1848, als mit der Verabschiedung der Verfassungsurkunde für den Preußischen Staat der Sonderstatus der Juden endgültig aufgehoben und eine völlige Gleichstellung mit allen anderen Bürgern erreicht wurde.
Im Verlauf der Märzrevolution 1848/49 kam neben den süd- und ostdeutschen Regionen sowie in Städten wie Berlin, Prag und Wien auch in Köln zu schweren antijüdischen Exzessen.
Die Familie Oppenheim stiftete nach dem Anwachsen der Gemeinde und dem Verfall des vorerst als Bethaus benutzten ehemaligen Klarissengebäudes den Bau einer neuen Synagoge in der Glockengasse 7. Die Anzahl der Gemeindemitglieder war nun auf etwa 1000 Personen angewachsen. Waren es in mittelalterlicher Zeit die „Viertel“, die sich nach Zugehörigkeiten der Bevölkerung in der engen Stadt gebildet hatten, änderte sich gegen Ende des 19. Jahrhunderts auch die räumliche Verteilung der jüdischen Bevölkerung. Statt ein um die Synagoge gewachsenes Viertel wie an der Kölner „Judengasse“ zu bilden, lebten Juden nun dezentral unter der übrigen Bevölkerung. Viele zogen nach der Stadterweiterung in die entstehenden neuen Vorstadtviertel.
Dem Neubau in der Glockengasse folgte aufgrund des Anwachsens der jüdischen Bevölkerung ein weiterer Bau. Es war die orthodoxe Synagoge in der St. Apern-Straße, sie wurde am 16. Januar 1884 eingeweiht. Die liberale Synagoge in der Roonstraße wurde am 22. März 1899 eingeweiht.
Vor dem Hintergrund der historischen Erfahrungen in Europa gründeten Juden jedoch auch Initiativen zum Aufbau eines eigenen Staates, die in Deutschland wesentlich von Köln ausgingen: In der Richmodstraße am Neumarkt war zum Ende des 19. Jahrhunderts der Sitz der Zionistischen Vereinigung für Deutschland, vom Anwalt Max Bodenheimer gemeinsam mit dem Kaufmann David Wolffsohn gegründet. Bodenheimer war bis 1910 ihr Präsident und setzte sich in Zusammenarbeit mit Theodor Herzl für den Zionismus ein. Die unter Bodenheimer entwickelten „Kölner Thesen“ zum Zionismus wurden, mit kleinen Anpassungen, als „Basler Programm“ auf dem ersten Zionistenkongress übernommen. Ziel der Vereinigung war, die Gründung eines eigenen Staates Israel in Palästina für alle Juden der Welt zu erreichen.

#### Synagoge Glockengasse

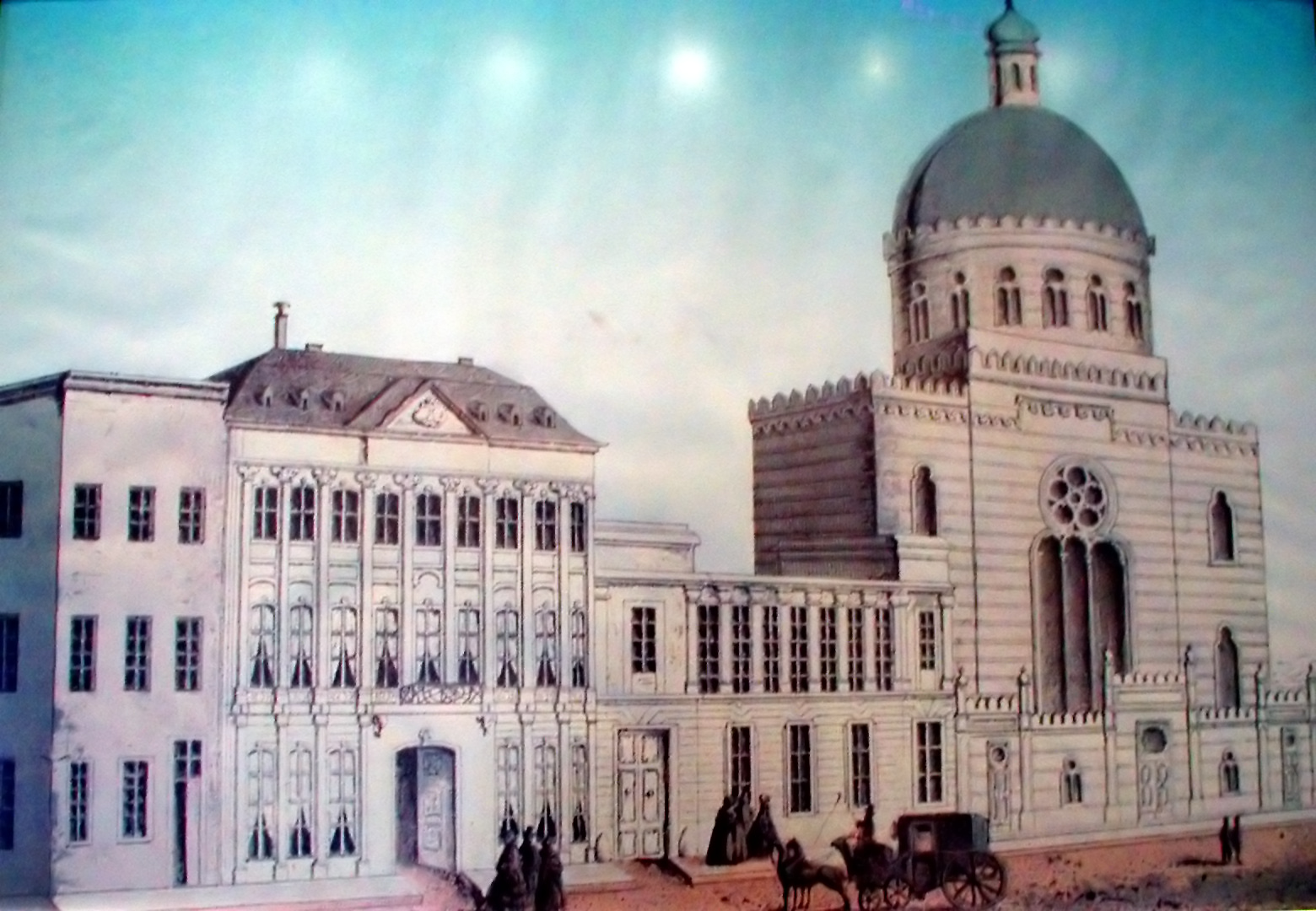
Glockengasse im 19. Jahrhundert

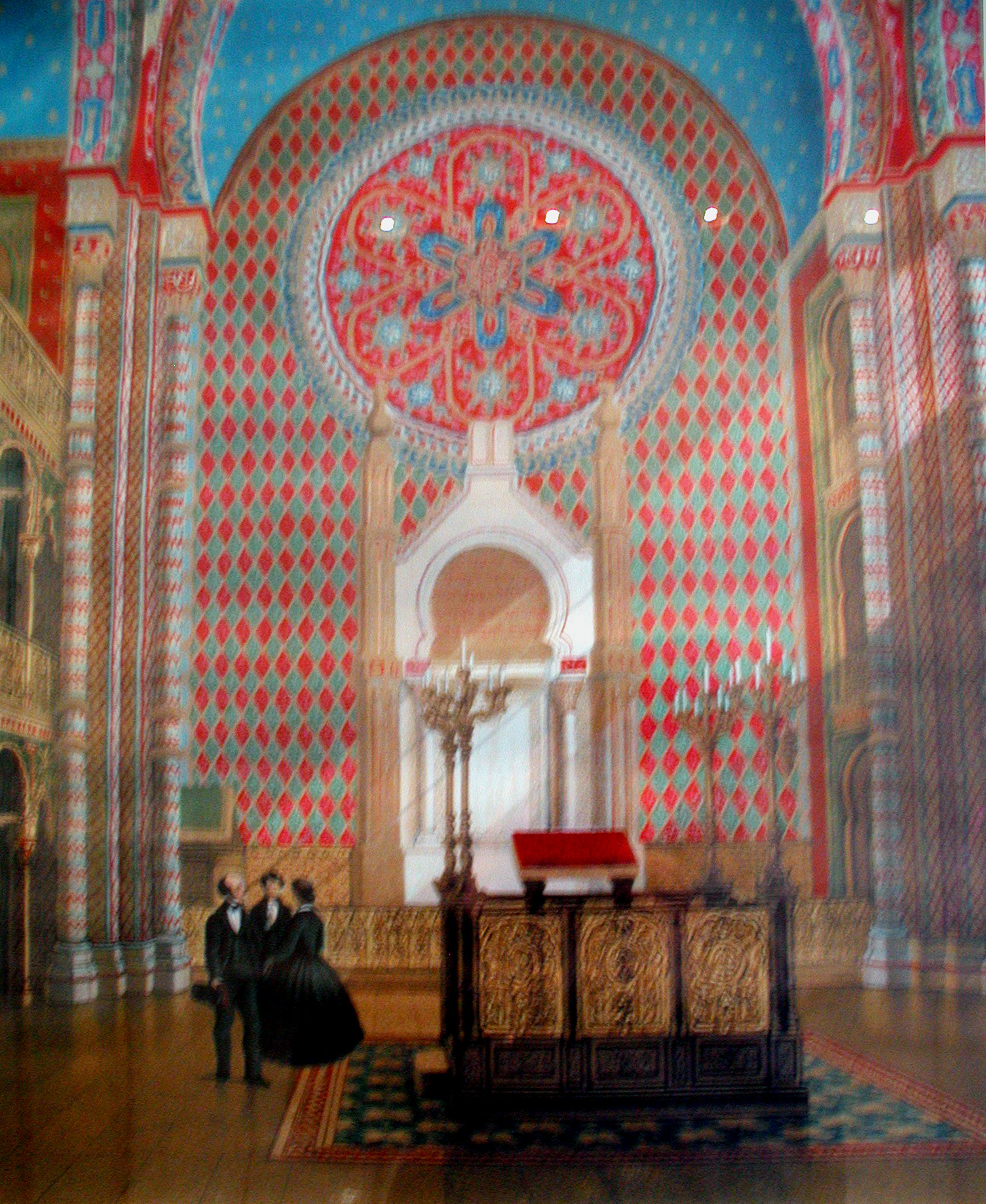
Innenraumansicht im 19. Jahrhundert

Nach dem stetigen Anwachsen der Gemeinde war das bestehende Gebetshaus in der Glockengasse überlastet. Eine Spende des Kölner Bankiers Abraham Oppenheim in Höhe von 600.000 Talern ermöglichte der Gemeinde den Bau eines neuen Gotteshauses. Der für die Bauplanung gewonnene Architekt und Dombaumeister Ernst Friedrich Zwirner entwarf einen Bau in Maurischem Stil, der nach vierjähriger Bauzeit im August des Jahres 1861 eingeweiht werden konnte. Die neue Synagoge hatte eine mit glänzenden Kupferplatten gedeckte Kuppel und eine helle Sandsteinfassade mit roten Querstreifen. Die Ornamentik des Inneren war der Alhambra Granadas nachempfunden. Das neue Haus, das auch von den Kölnern positiv bewertet wurde, bot im Gebetsraum Sitzplätze für 226 Männer und 140 Frauen.
Durch den Kölner Geistlichen Gustav Meinertz wurde 1938 die Tora-Rolle aus der brennenden Synagoge Glockengasse gerettet. In der Synagoge an der Roonstraße fand sie einen Ehrenplatz in einer Vitrine.

#### Synagoge St. Apern-Straße

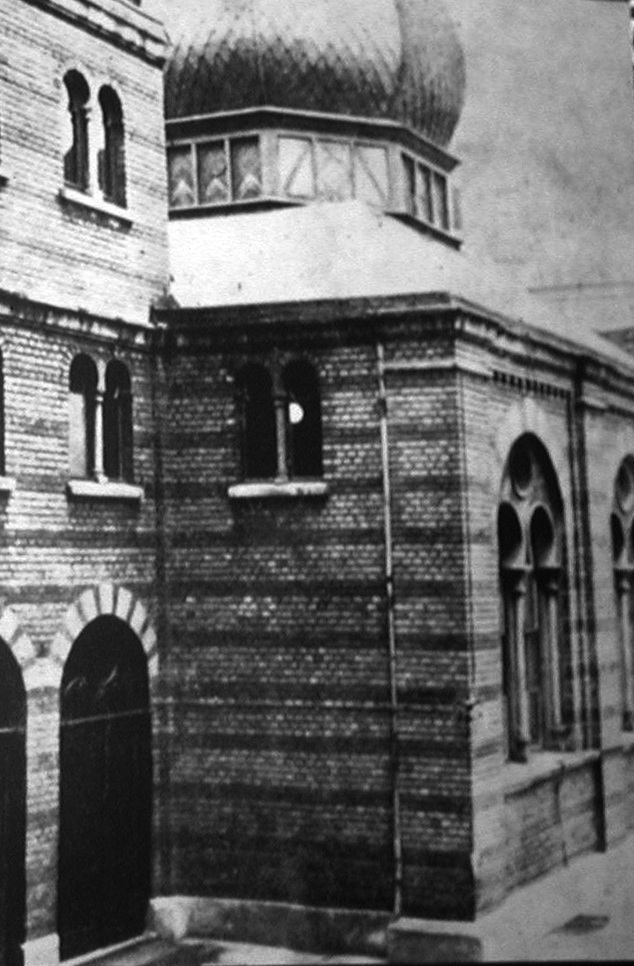
Synagoge Adass-Jeschurun

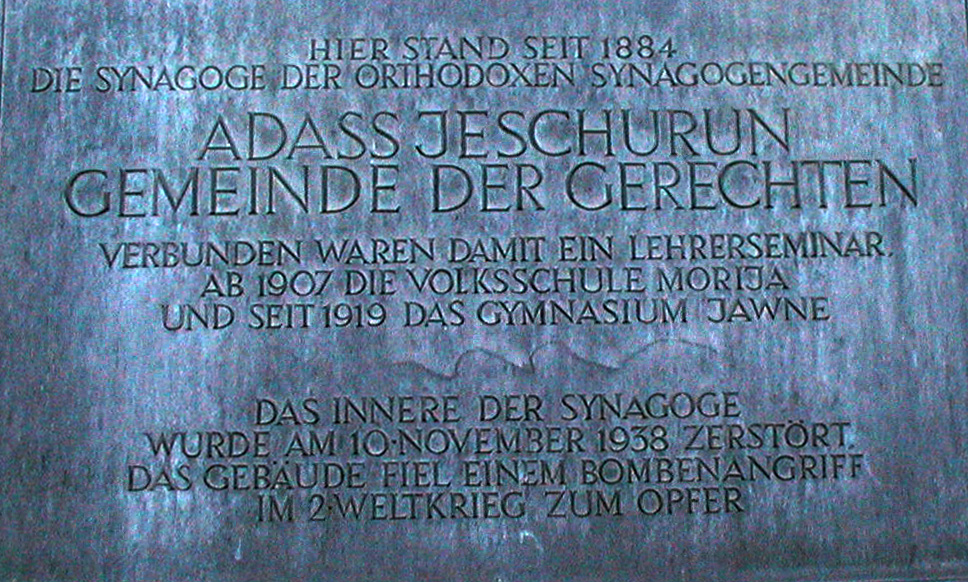
Gedenktafel Helenen- und St.-Apern-Straße

Die St.-Apern-Straße war schon in der Mitte des 19. Jahrhunderts ein „gediegenes“, von wohlhabenden Bürgern geschätztes Wohn- und Geschäftsviertel. Hier dominierten exquisite Antiquitätengeschäfte, in denen von meist jüdischen Inhabern erlesener Schmuck oder kostbares Mobiliar feilgeboten wurde. Diese Anwohner errichteten 1884 ein Gotteshaus – es entstand die Synagoge der orthodoxen Gemeinde „Adass Jeschurun“. Erster (unentgeltlich tätiger) Rabbiner war Hirsch Plato, letzter amtierenden Rabbiner war Isidor Caro, der im KZ Theresienstadt den Tod fand.
In der der Synagoge angegliederten Schule Jawne wurde in der Zeit von 1919 bis 1941 unterrichtet. Sie war das erste und einzige jüdische Gymnasium im Rheinland.

#### Synagoge Roonstraße

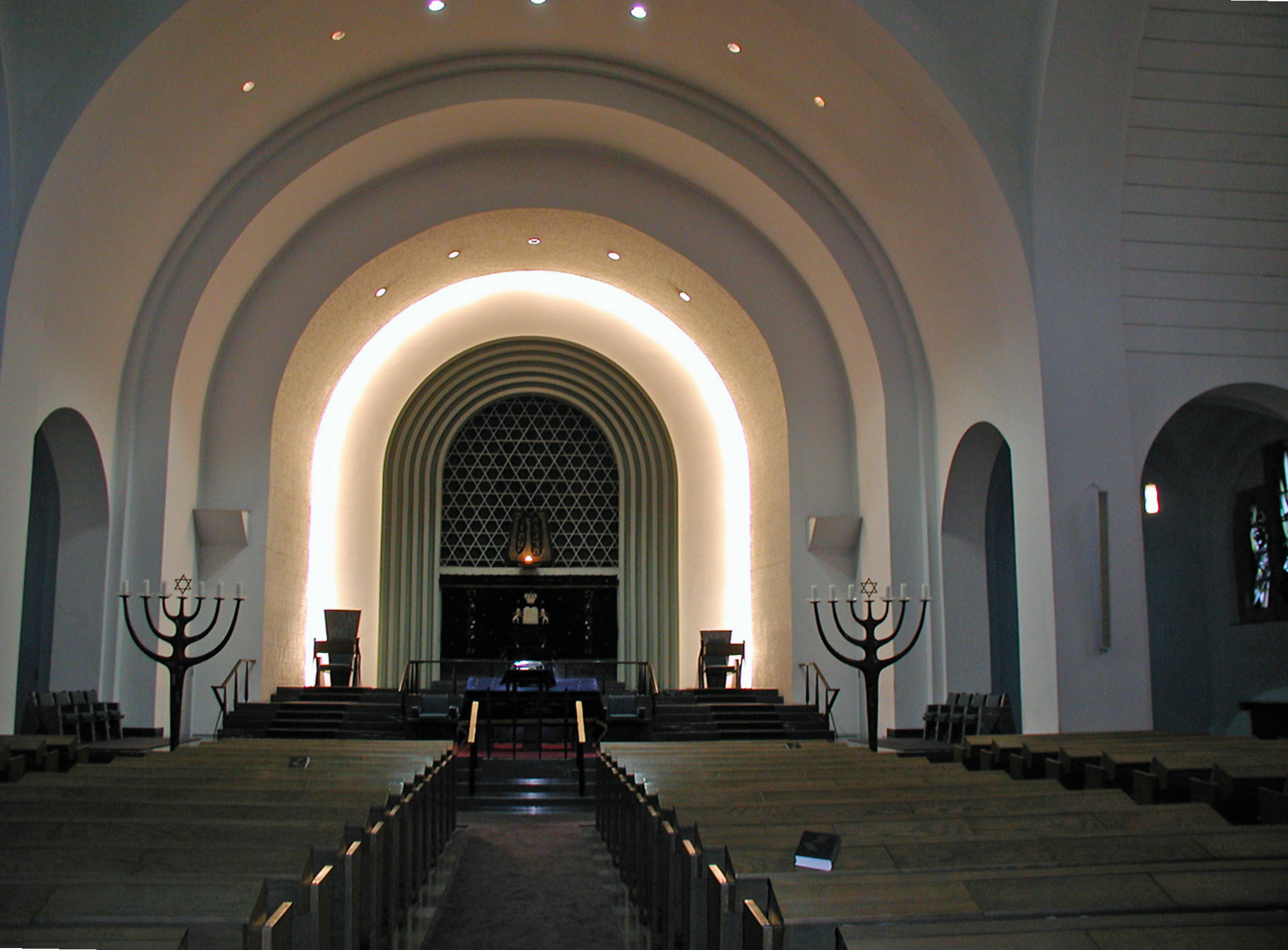
Blick auf den Toraschrein, das Ner Tamid und die Bima (Toralesepult)

Seit dem Bau der Synagoge in der Glockengasse war die Jüdische Gemeinde Ende 1899 auf 9745 Mitglieder angewachsen. Schon im Jahr 1893 hatte die Gemeinde an der Roonstraße gegenüber dem damaligen Königsplatz ein Grundstück erworben. 1894 bewilligten die Stadtverordneten einen Baukostenzuschuss in Höhe von 40.000 Mark, sodass das Neubauprojekt in Angriff genommen werden konnte. Die Synagoge Roonstraße bot nach ihrer Fertigstellung 1899 rund 800 Männern sowie auf einer Galerie 600 Frauen Platz. Ein historisches Foto wurde für wert befunden, im Photo-Archiv der israelischen Holocaust-Gedenkstätte Yad Vashem aufgenommen zu werden.
Das Bauwerk wurde während des letzten Krieges stark beschädigt, hatte aber als einziges der jüdischen Gotteshäuser die nötige noch vorhandene Substanz für einen Wiederaufbau. Am 20. September 1959 wurde die wiederhergestellte Synagoge eingeweiht.  Bereits 1899 fertiggestellt, prägte sie sowohl das Kölner Stadtbild als auch die innerjüdischen Entwicklungen. Gemäß den Reformen im 19. Jahrhundert stand die Bima, das erhöhte Pult zur wöchentlichen Lesung der Tora, nicht mehr in der Raummitte, sondern rückte an die Wand. Bis zur Schoah wurde in der Synagoge der jüdisch-liberale Ritus befolgt, inklusive Orgel und Chor.

#### Synagoge Reischplatz Deutz

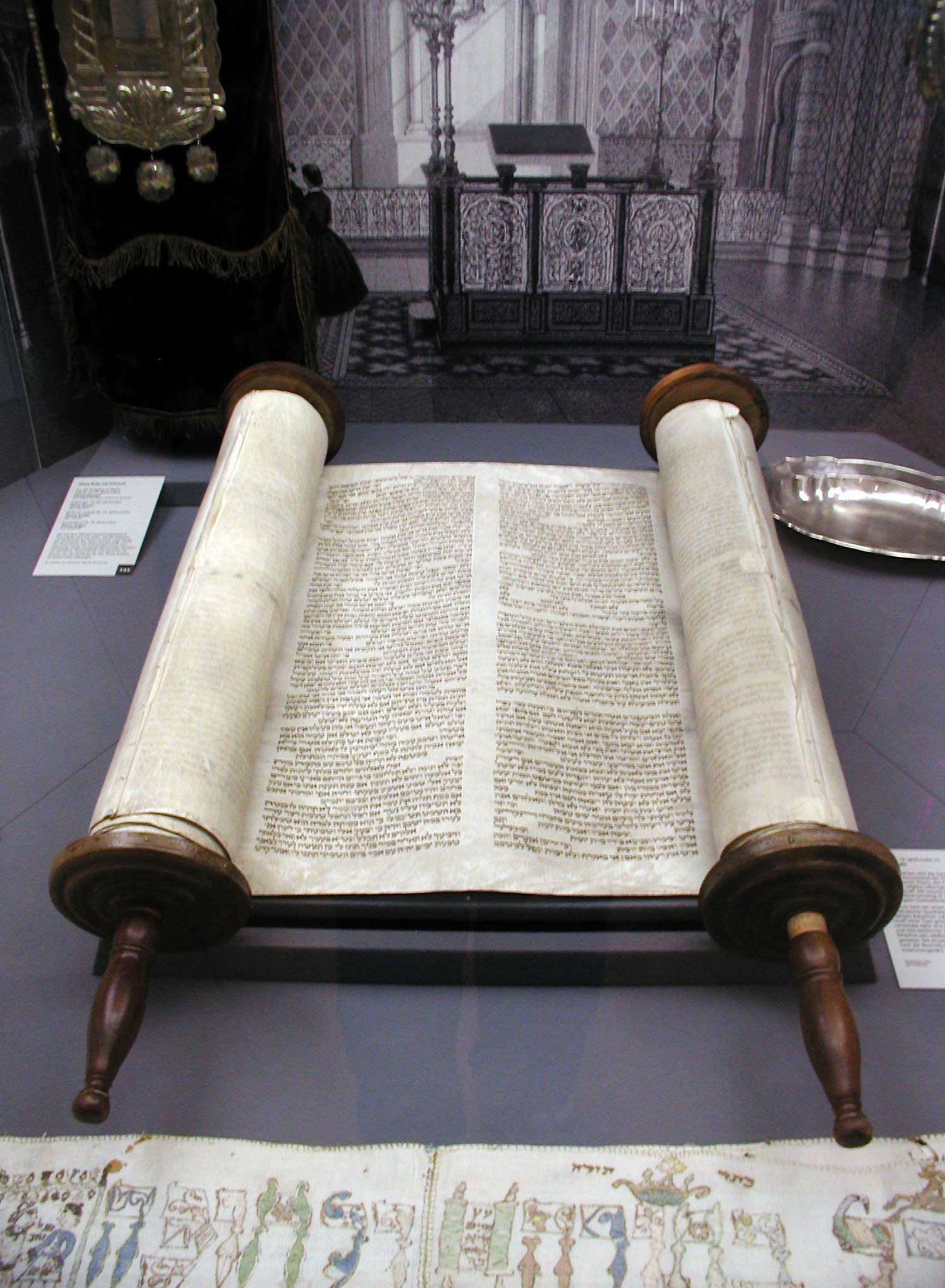
Die Tora (vermutlich 18. Jahrhundert) der Deutzer Synagoge, 1926 Ankauf der Stadt (Zeughaus)

Als drittes und letztes Gotteshaus der Gemeinde entstand ein von der Stadt als Ersatz errichtetes Gebetshaus am Reischplatz 6. Das 1915 eingeweihte Gebäude wurde nach erlittenen Kriegsschäden in veränderter Form wieder aufgebaut und diente dann, da es die jüdische Gemeinde Deutz nicht mehr gab, anderen Zwecken. An die Deutzer Gemeinde mit ihrem letzten Gotteshaus erinnert dort heute eine Gedenktafel.

#### Synagoge Mülheimer Freiheit
Ein erstes Gotteshaus der Mülheimer Gemeinde wurde bei dem Eisgang von 1784 wie auch das in Deutz zerstört. Eine neue Synagoge wurde wenige Jahre später an gleicher Stelle eingeweiht.
Das dann etwa zeitgleich mit der Deutzer Synagoge an der Mülheimer Freiheit um 1788/1789 erbaute Gotteshaus entwarf der Mülheimer Baumeister Wilhelm Hellwig.
Die Anordnung der Anlage begann an der Straßenfront mit einem Schulgebäude, an welches sich der mit einem vierseitig abgewalmten Dach versehene Synagogenbau anschloss.
Das Bauwerk überlebte die Novemberpogrome von 1938, wurde aber durch Kriegseinwirkung zerstört und 1956 abgetragen.

#### Zündorfer Judengemeinde
Vermutlich waren bereits vor 1700 Juden in Zündorf ansässig.
Bereits 1713 diente im Ortsteil Niederzündorf anfänglich ein Gebetssaal als Synagoge. Als dieser dem starken Anwachsen der Gemeinde in der Mitte des 19. Jahrhunderts nicht mehr genügend Raum bot, wurde eine neue Synagoge geplant. Für das Jahr 1882 findet sich zu einem Neubau folgender Eintrag in der „Zündorfer Pfarrchronik“:
„Die jüdische Synagoge ist nach vielen Anstrengungen fertig, die Feier verlief unter der Teilnahme vieler auswärtiger Juden programmgemäß ab. Die Juden erbauen sich eine Synagoge, d. h. ein Zimmer, ein Gelass, welches als Synagoge dienen soll. Die zu Gunsten derselben bewilligte Hauskollekte bei den Israeliten der Rheinprovinz hat angeblich einen kärglichen Betrag aufgewiesen“.
Das Grundstück hatten die dortigen jüdischen Handelsleute Lazarus Meyer und Simon Salomon der Gemeinde teilweise verkauft, aber auch teilweise geschenkt.
Die Synagoge wurde 1938 von der Synagogengemeinde verkauft und in ein Wohnhaus, das heute noch steht, umgewandelt. Zwischen 1938 und 1942 löste sich die Zündorfer Gemeinde infolge Umzug und Deportationen auf.
1923 wurde im nordöstlichen Teil der Gemarkung Niederzündorf, zwischen Gartenweg und Hasenkaul, ein jüdischer Friedhof angelegt. Er weist heute noch acht Grablegen mit sechs Grabsteinen auf.

#### Sonstige Einrichtungen und Bethäuser
- Israelitisches Asyl für Kranke und Altersschwache an der Silvanstraße (Severinsviertel), später Ottostraße, Ehrenfeld.
- Gemeinde- und Bethäuser gab es vor allem in der Innenstadt, so südlich des Neumarkts in der Bayardsgasse, in der Thieboldsgasse und der Agrippastraße bis hin zur Quirinstraße hinter St. Pantaleon. Diese Bethäuser waren gleichermaßen auch Treffpunkte der dort lebenden aus osteuropäischen Ländern zugewanderten Juden.

#### Jüdischer Friedhof auf Melaten

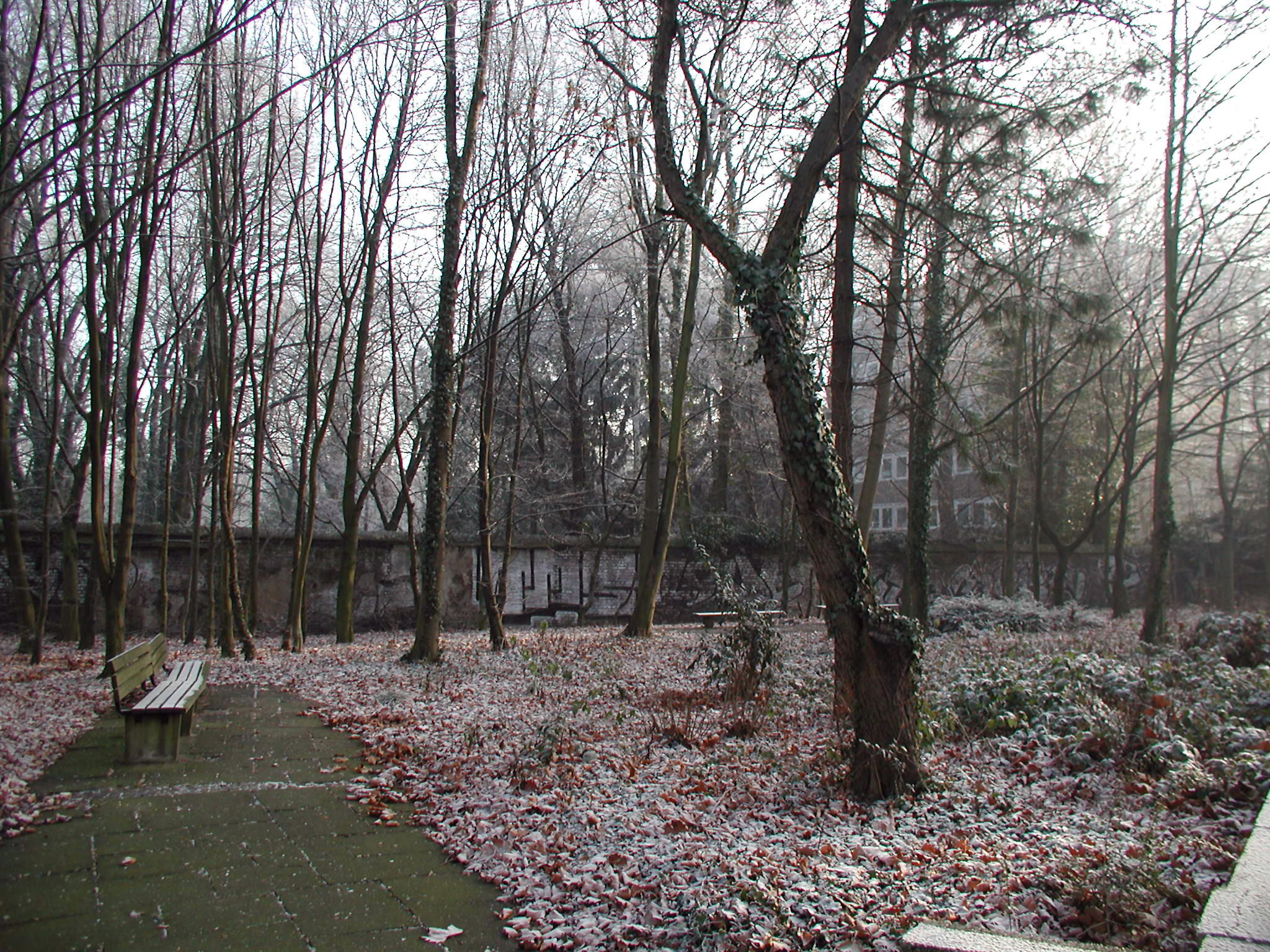
Jüdischer Friedhof am Melatengürtel (neben der Gerichtsmedizin)

In welchem Jahr die Anlage eines jüdischen Friedhofes als Teilbereich des seit 1810 bestehenden Friedhofes Melaten erfolgte, ist unklar. Bis zum Jahre 1829 durften hier jedoch nur Katholiken bestattet werden, während die Protestanten auf dem alten Geusenfriedhof im Weyertal begraben wurden. Die jüdische Gemeinde bestattete ihre Verstorbenen bis 1918 in Deutz und danach in Bocklemünd. Jedoch wurde im Jahre 1899 auch ein Abschnitt des Friedhofs Melaten für Juden freigegeben.
Um 1899 fand dort auch eine erste Bestattung statt. Das unmittelbar dem Melatenfriedhof angrenzende, von einer hohen Mauer umgebene Grundstück ist weder von der Melatener Seite noch von der Straße Melatengürtel aus einzusehen. 1928 wurde der Friedhof erstmals geschändet, 1938 die ihm zugehörige Trauerhalle zerstört.

#### Friedhof Deckstein
In Köln-Lindenthal, hinter dem Areal des alten kommunalen Decksteiner Friedhofs gelegen, befindet sich der um 1910 von der Gemeinde „Adass Jeschurun“ angelegte Friedhof. Die Adass Jeschurun lehnt jegliche Anpassung an christliche Gebräuche oder Rituale des Totenkultes entschieden ab. So gibt es keine Sarg- oder Urnenbestattungen. Auch Blumenschmuck oder mit Gedenkschleifen versehene Kränze sind bei den Beerdigungen nicht gebräuchlich. Die Grabsteine des Friedhofes sind sehr schlicht und überwiegend mit hebräischen Schriftzeichen versehen. Der Zugang ist jedoch nicht öffentlich. (Erlaubnis durch die Synagogengemeinde Köln)

### Geschäftswelt
Die jüdische Geschäftswelt sah optimistisch in die Zukunft. 1891 eröffnete der Kaufmann Leonhard Tietz ein Warenhaus auch in Köln. Die ältesten Kölner Bankiers waren Juden, deren monopolartige Stellung um 1266 verbrieft wurde und das Kölner Bankwesen dominierten. Denn im Jahre 1266 setzte Erzbischof Engelbert II. von Falkenburg durch, dass „Kawertschen“ und andere Christen, die verzinsliche Kredite verliehen und damit die Juden störten, sich nicht in der Stadt aufhalten durften. Bis in die Gründerzeit gab es im Kölner Bankwesen eine Vielzahl jüdisch geführter Bankhäuser, so etwa die Oppenheim-Dynastie (seit 1798) oder das Bankhaus Seligmann (seit 1844). Das Kaufhaus der Textilgroßhandelsfirma „Gebrüder Bing und Söhne“ eröffnete am Neumarkt ein Warenhaus. Exquisite Geschäfte jüdischer Kaufleute befanden sich in Domlage auf der Hohe Straße und der Schildergasse.

### Integration

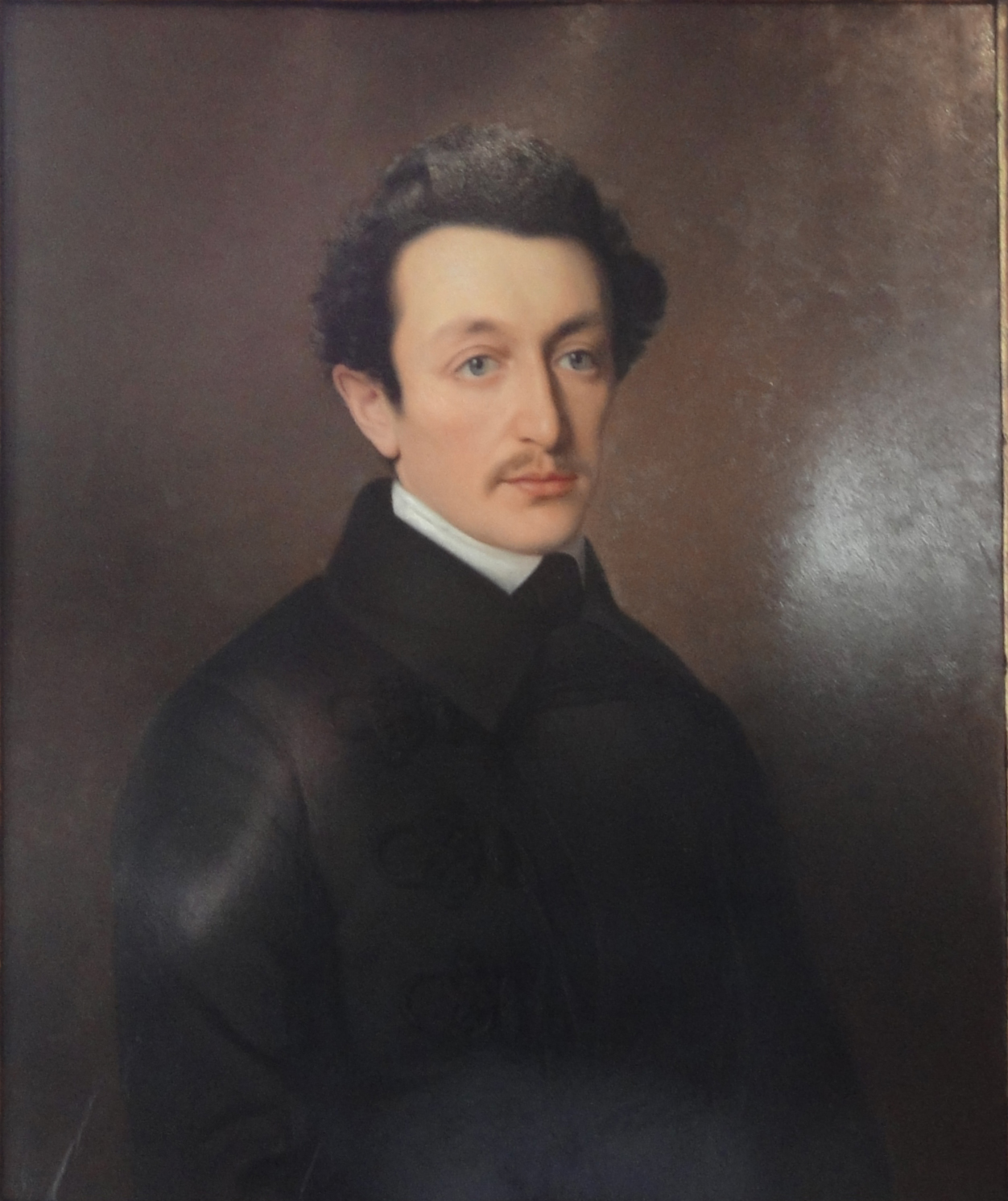
Moses Hess, Zeughaus Köln

Köln entwickelte sich bis zur Mitte des 19. Jahrhunderts zu einem wissenschaftlichen, wirtschaftlichen und kulturellen Mittelpunkt, an dieser Entwicklung hatte auch die jüdische Bevölkerung starken Anteil.
Nachdem jüdische Mitbürger in der Finanz- und der Geschäftswelt Fuß gefasst hatten und allgemein respektiert und anerkannt wurden, versuchten sie auch an der politischen Meinungsbildung mitzuwirken. Beispiele hierfür sind Moses Hess und Karl Marx, die in der 1842 neu gegründeten Kölner Rheinischen Zeitung schrieben. In dieser Zeitung „für Politik, Handel und Gewerbe“ gehörten sie zu den bedeutendsten Mitarbeitern. 1862 versuchte Hess in seiner Schrift Rom und Jerusalem Möglichkeiten für eine Wiederansiedlung der Juden in Palästina aufzuzeigen. Sein Werk fand jedoch wenig Anklang; die Juden in Deutschland, insbesondere in Großstädten wie Köln betrachteten Deutschland als ihre Heimat und als ihr Vaterland.

### Erster Weltkrieg und Weimarer Zeit
Gleich zu Beginn des Ersten Weltkrieges riefen jüdische Vereinigungen auch in Köln ihre Mitglieder dazu auf, sich nach allen Kräften für ihr Vaterland einzusetzen. Dennoch waren die vorhandenen, verstärkt im Offizierskorps festgestellten, Ressentiments gegen jüdische Kriegsteilnehmer so erheblich, dass das Kriegsministerium zur Beschwichtigung eine sogenannte Judenzählung durchführen ließ. Zum Ende des Krieges 1918 übernahm Adolf Kober in Köln, in einer der damals größten jüdischen Gemeinden Deutschlands, die Stelle eines Gemeinderabbiners. Kober war Mitinitiator der Darstellung der jüdischen Geschichte innerhalb der „Jahrtausend-Ausstellung der Rheinlande“, die 1925 auf dem Kölner Messegelände stattfand. Ebenfalls im Jahre 1918 wurde der Jüdische Friedhof in Bocklemünd eröffnet.

## Kölner Juden zur Zeit des Nationalsozialismus
Mit der Übernahme der politischen Macht durch die Nationalsozialisten begannen erneut Repressionen gegen die jüdischen Bürger Kölns. Im Frühjahr 1933 hatte Köln laut einer stattgefundenen Volkszählung 15.000 Einwohner, die sich zum Judentum bekannten. Bis dahin existierten 6 Synagogen sowie weitere Gemeinde- und Bethäuser in Köln. Sie alle wurden am 9. November 1938, in der Pogromnacht geschändet und waren nach dem Krieg, bis auf das wiederaufbaufähige Gotteshaus in der Roonstraße, völlig zerstört.

### Antisemitismus in Köln
Auch in Köln gab es nationalsozialistische und antisemitische Einstellungen in Bevölkerung und Gesellschaft. Zwar wurde den Kölnern nach Kriegsende von Politikern wie Konrad Adenauer oder Autoren wie Heinrich Böll Widerstandsgeist und eine Souveränität „dass kein Tyrann, kein Diktator sich in Köln wohlfühlen kann“ attestiert. Letztlich leisteten nur wenige Kölner offenen Widerstand gegen das Naziregime oder versteckten Juden (ein bekanntes Beispiel hierfür ist die Ehrenfelder Gruppe). Die Hetze gegen das Judentum und gegen jüdische Kölner fand dagegen auf breiter Ebene, so etwa auch in antisemitischen Stücken des Hänneschen-Theaters oder auch im Kölner Karneval, in dem nur einzelne Karnevalisten ein klares Profil gegen den Nationalsozialismus zeigten, statt. Karnevalswagen im Rosenmontagszug zeigten antisemitische Motive und ein Karnevalslied spottete „Metz dä Jüdde es jetz Schluß, Se wandere langsam uss. (…) Mir laachen uns für Freud noch halv kapott. Der Itzig und die Sahra trecke fott“.

### „Arisierung“

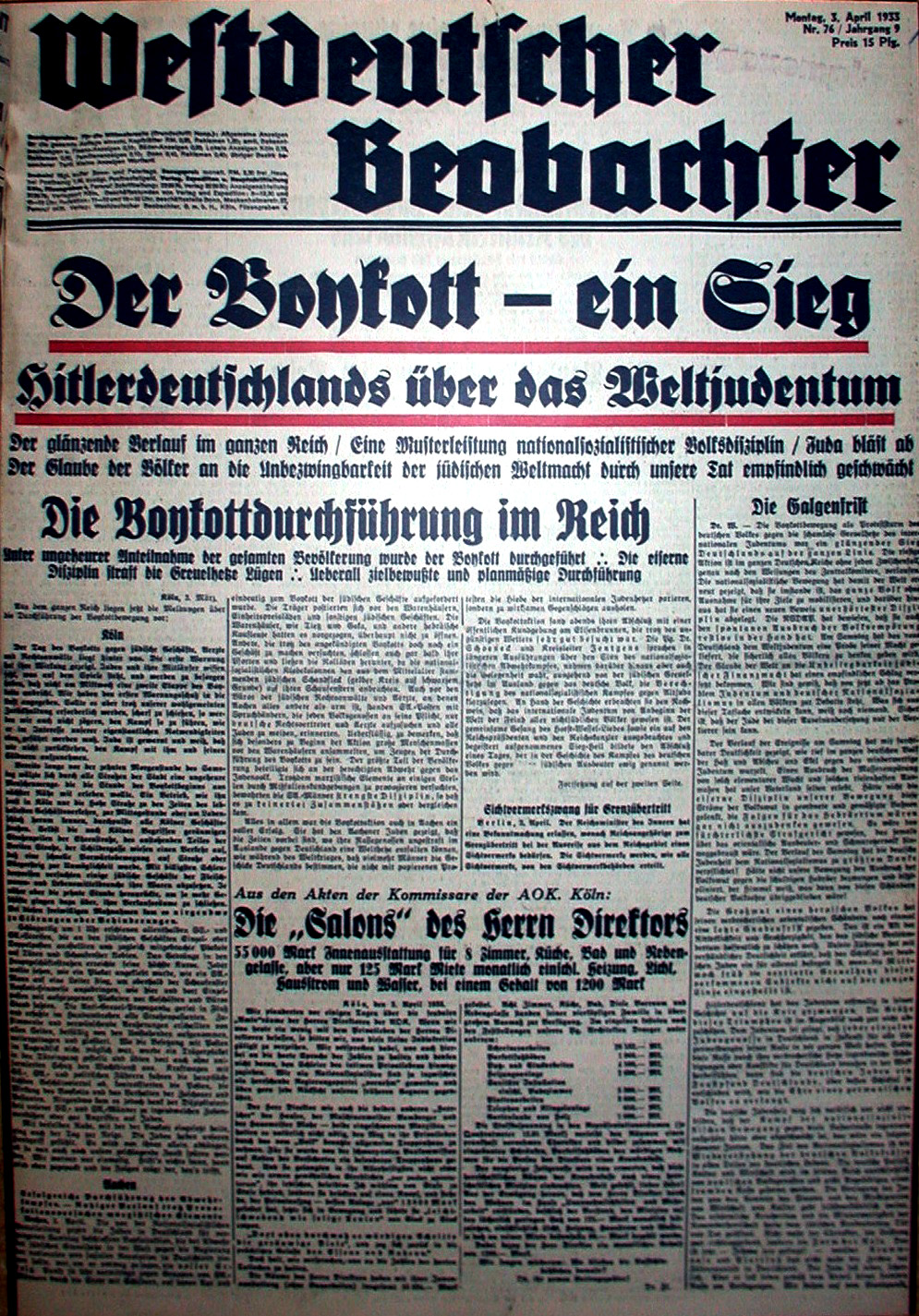
Boykottberichte in der Zeitung 1933

Die sogenannte „Arisierung“ verlief in zwei Phasen. Zunächst erfolgten ab Januar 1933 bis November 1938 „freiwillige Arisierungen“. Nach offizieller Lesart stellten sie einen „freiwilligen“ Eigentumswechsel zwischen einem jüdischen und einem nicht jüdischen Vertragspartner dar. Dies geschah, nachdem Ladenlokale oder auch Werbeinserate mit opportunen Slogans versehen worden waren. Man sah handschriftliche oder gedruckte Aufschriften wie „deutsches Geschäft“, „deutsche Erzeugnisse“ oder auch „christliches Geschäft“. Es folgten auf Hauswände und Schaufenster der Juden gemalte Davidsterne oder Hetzparolen. Veröffentlichungen der örtlichen NSDAP, in denen in Listen aufgeführte Firmen zusätzlich mit dem Namen des jüdischen Inhabers versehen wurden, kamen hinzu.
Am 1. April 1933, dem Tag des „Judenboykotts“, postierten sich auch in Köln uniformierte SA-Angehörige vor jüdischen Geschäften und hinderten die Kunden am Zutritt. Zu einiger Bekanntheit gelangte der jüdische Kaufmann Richard Stern: Der ehemalige Frontkämpfer aus dem Ersten Weltkrieg verteilte ein Flugblatt gegen den Boykott und stellte sich demonstrativ mit seinem Eisernen Kreuz neben den SA-Posten vor seinem Geschäft.
Die boykottierten Geschäfte wurden von der Bevölkerung weiterhin beim Einkauf gemieden. Je länger jüdische Geschäftsleute dem so ausgeübten Druck standhielten, umso geringer fiel die Entschädigung aus, die man ihnen für ihr Eigentum anbieten musste. In der Presse häuften sich in der Folge Anzeigen über Konkurse und Übernahmen jüdischer Firmen. 
Unmittelbar nach der Reichspogromnacht im November 1938 wurde jüdischer Besitz an Firmen oder Immobilien „zwangsarisiert“. Die Verordnung zur Ausschaltung der Juden aus dem deutschen Wirtschaftsleben hatte den Verkauf von Eigentum weit unter Wert zur Folge. Es traf zum Beispiel die Firma „Deka-Schuh, Leopold Dreyfuß“ in Ehrenfeld, den Krawattengroßhändler „Herbert Fröhlich“ in der Streitzeuggasse, die Metzgerei und Imbisskette „Katz-Rosenthal“, das Modehaus „Michel“ (später Jacobi) und das Bekleidungshaus „Bamberger“ (später Hansen). Besonders hart betroffen waren die zahlreichen jüdischen Geschäfte auf der Hohe Straße und der Schildergasse, dort wurde fast jedes dritte Geschäft „arisiert“. Mit den Geschäften und ihren den Kölnern vertrauten Namen verschwanden die dazugehörenden Menschen. Schließlich folgte die Verfolgung und Deportation der Kölner Juden.
Der Boykott war auch gegen Rechtsanwälte und Ärzte gerichtet. Er begann in Köln bereits am 31. März mit tätlichen Angriffen von SA und SS auf jüdische Rechtsanwälte im Justizgebäude am Reichensperger Platz. Richter und Anwälte wurden verhaftet, teilweise misshandelt, dann auf Müllwagen verladen und durch die Stadt gefahren.

### Ehrenfeld

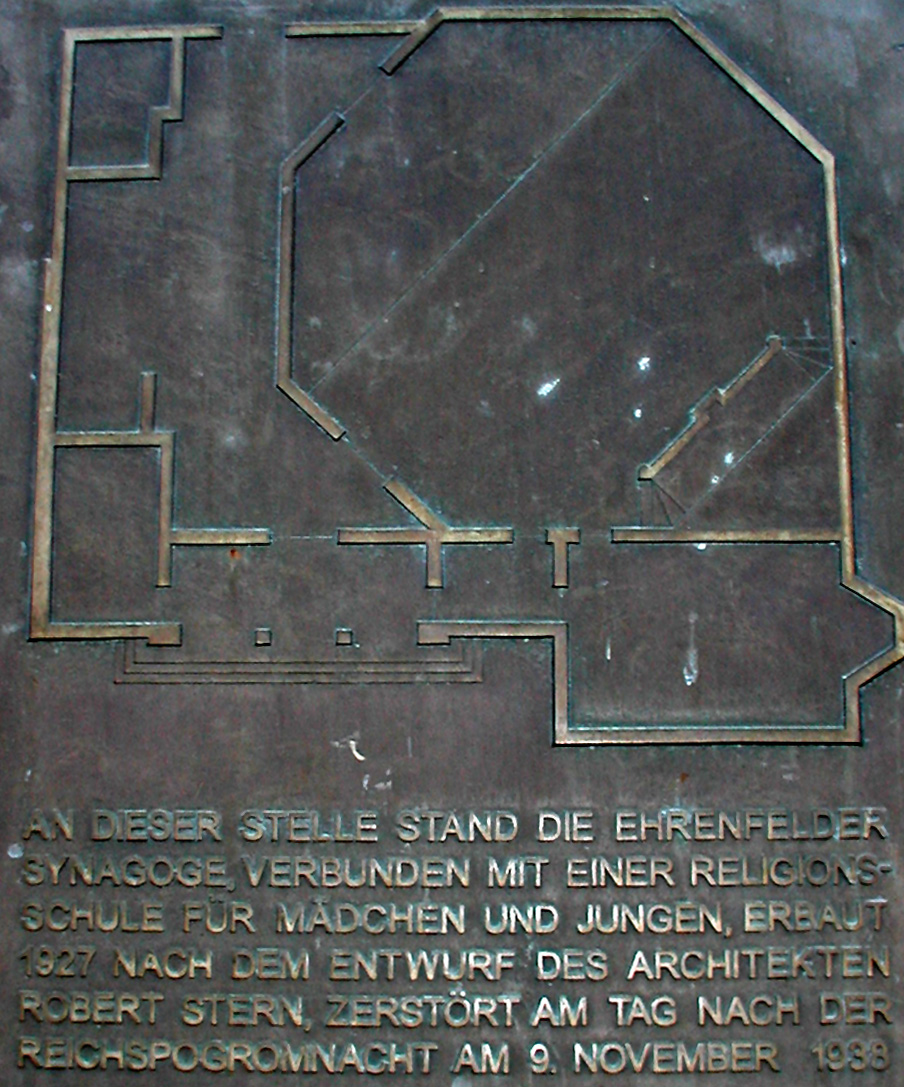
Gedenktafel – Synagoge Körnerstraße

Obwohl schon seit 1925 Köln „Hauptstadt“ des NSDAP-Gaus Köln-Aachen war, rechneten viele nicht mit der dann einsetzenden Radikalität dieser Partei. So wurde noch 1927 die Synagoge Körnerstraße als letztes Bauwerk jüdischer Gemeinden Kölns nach einem Entwurf des Architekten Robert Stern erbaut. Sie war geweiht „der Ehre Gottes, der Wahrheit des Glaubens und dem Frieden der Menschheit“.
Das Gotteshaus in der Körnerstraße hatte einen kleinen Vorhof, den mit Arkaden versehene Gebäude umstanden. Der Gebetsraum bot, unter Beachtung räumlicher Trennung nach Geschlecht, für die Männer 200 und für die Frauen rund 100 Sitzplätze. Letztere befanden sich, wie vielerorts üblich, auf einer Frauengalerie. Der jüdische Bevölkerungsanteil in Ehrenfeld umfasste etwa 2000 Personen. Die Synagoge besaß auch eine Mikwe, die bei Ausschachtungsarbeiten in der Körnerstraße entdeckt wurde.
Die heute in der Körnerstraße angebrachte Tafel erinnert an die zerstörte Synagoge mit der ihr angeschlossenen Religionsschule:
„An dieser Stelle stand die Ehrenfelder Synagoge, verbunden mit einer Religionsschule für Mädchen und Jungen, erbaut 1927 nach dem Entwurf des Architekten Robert Stern, zerstört am Tag nach der Reichspogromnacht am 9. November 1938“
Zur rechten des ehemaligen Synagogengrundstücks befindet sich ein 1942 erbauter Luftschutzbunker, der seit 1995 unter Denkmalschutz steht.

### Deportationslager Köln-Müngersdorf

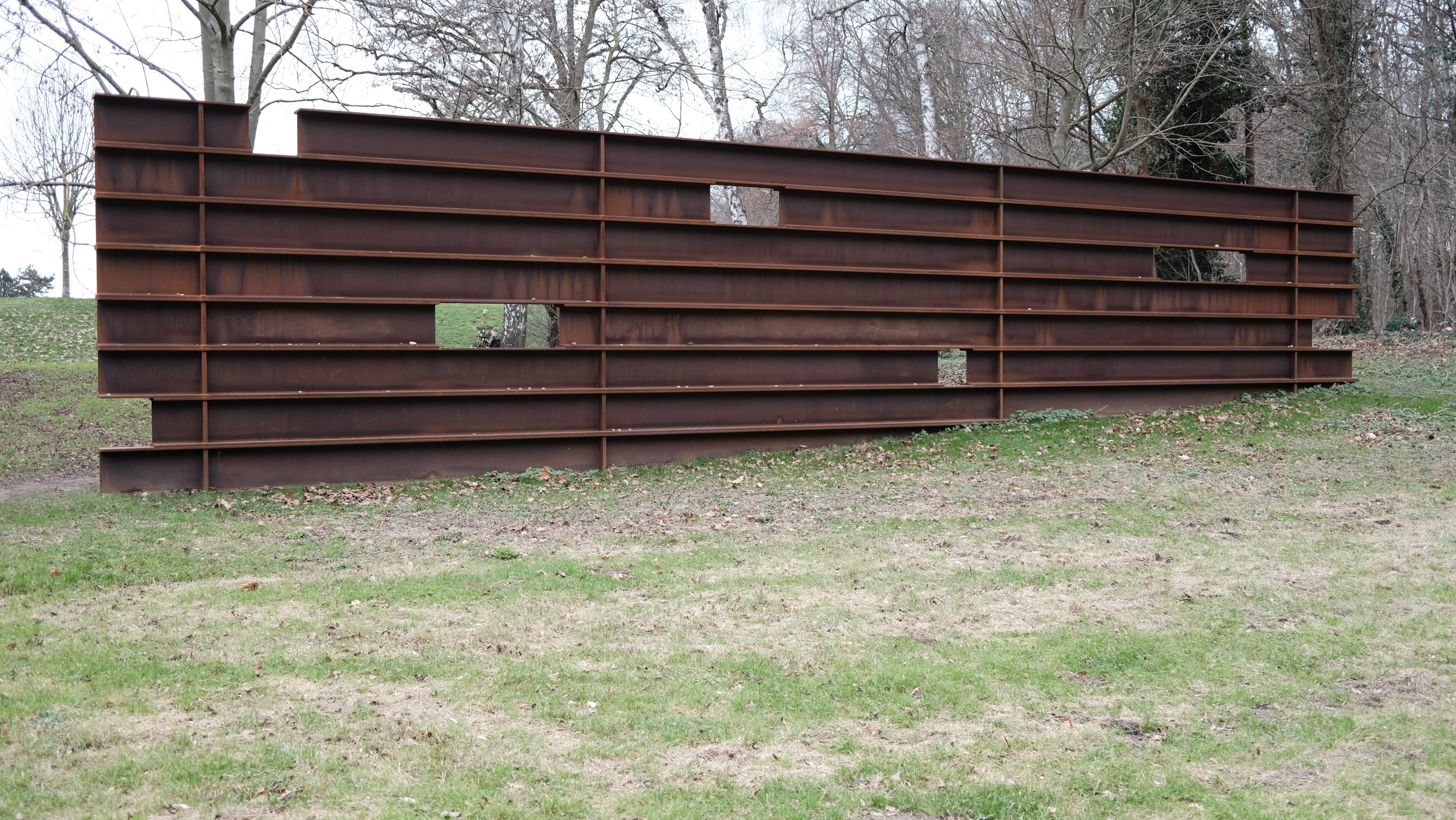
Skulptur „Wall“ von Simon Ungers, 2020 am Gedenkort Deportationslager Köln-Müngersdorf errichtet (Standort ehemaliges Fort V am äußeren Grüngürtel), Foto von 2023

Nach den organisierten und gelenkten im ganzen Land stattfindenden Zerstörungen von Leben, Eigentum und Einrichtungen verschärfte sich die antisemitische Politik auch in Köln noch weiter. Jüdische Kinder durften nun keine deutschen Schulen mehr besuchen. Bis zum 1. Januar 1939 wurden alle Juden aus dem Wirtschaftsleben ausgeschlossen und zur Zwangsarbeit genötigt. Sie wurden enteignet, Mietern wurde 1939 der Mieterschutz entzogen. Im Mai 1941 verfügte die Kölner Gestapo, die jüdischen Kölner in sogenannten Judenhäusern zusammenzulegen. Ab Ende 1941 wurden viele von ihnen im Deportationslager Köln-Müngersdorf am Fort V des äußeren Festungsrings in Müngersdorf ghettoisiert. Nach Schätzungen wurden bis Ende 1943 3.500 Inhaftierte aus dem Lager in die Ghettos und Vernichtungslager im besetzten Osteuropa deportiert.
Im September 1941 verpflichtete die Polizeiverordnung über die Kennzeichnung der Juden alle jüdischen Personen im Deutschen Reich, vom vollendeten sechsten Lebensjahr an einen gelben Judenstern sichtbar auf der linken Brustseite des Kleidungsstückes fest aufgenäht zu tragen.

### Deportationen ab Deutz

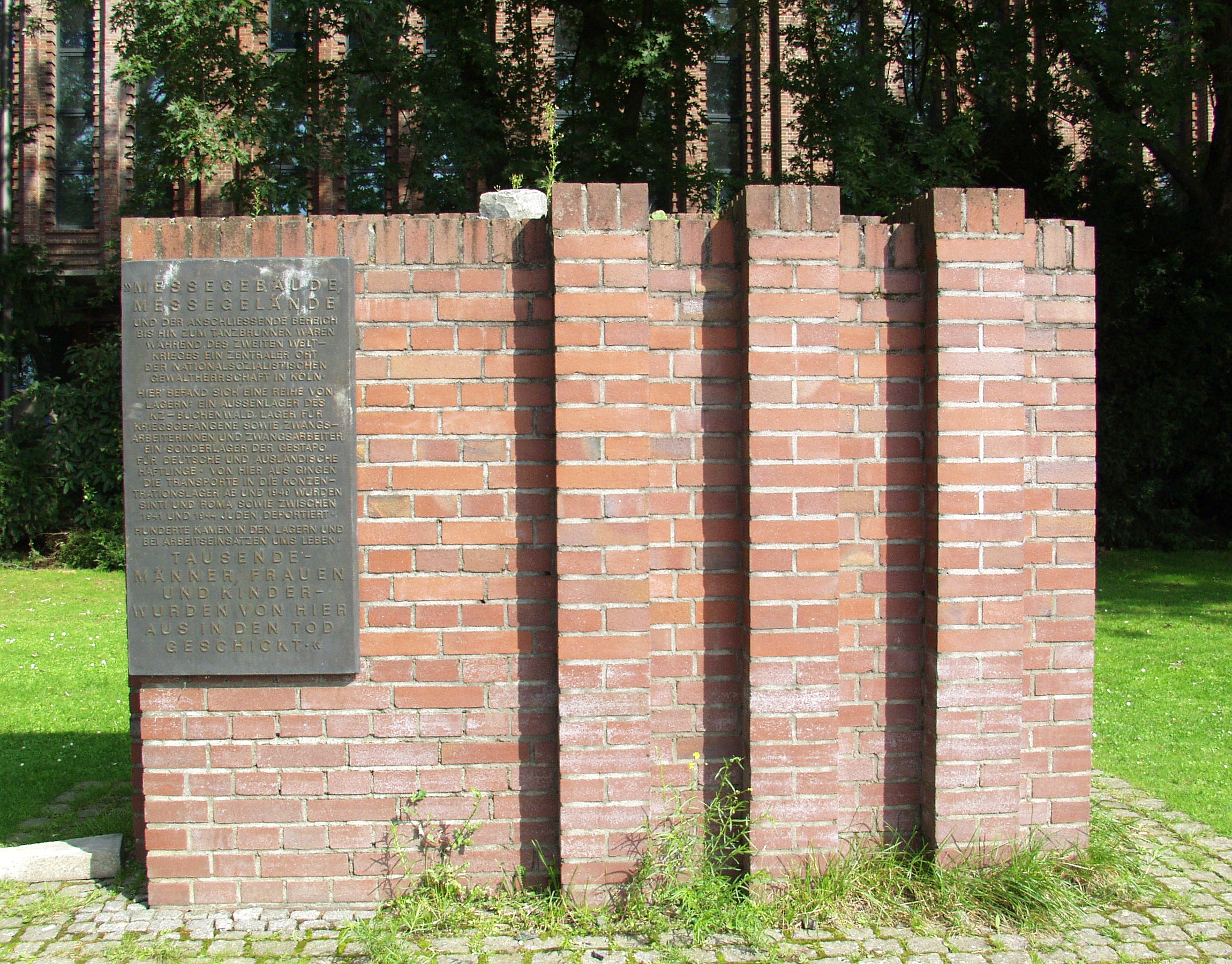
Gedenktafel KZ-Außenlager Deutz

Im Oktober 1941 ging der erste Transport von Köln ab, der letzte bekannte wurde am 1. Oktober 1944 nach Theresienstadt geschickt. Unmittelbar vor den Transporten dienten die Messehallen in Köln-Deutz als Sammellager. Von der Tiefebene des Deutzer Bahnhofes fuhren die Transporte ab. Für die meisten Deportierten waren Lodz, Theresienstadt und andere Ghettos und Lager im Osten nur eine Durchgangsstation: Von hier aus erfolgte die Deportation in die Vernichtungslager, in den fast sicheren Tod.
Außer in Müngersdorf und Deutz befanden sich auch Gefangenen- und Konzentrationslager auf einem Fabrikgelände in Porz Hochkreuz sowie im nahegelegenen Ort Brauweiler.
Als die amerikanischen Truppen am 6. März 1945 Köln besetzten, konnten sie nur noch 30 bis 40 jüdische Menschen in Köln befreien.

## Nachkriegssituation
Von den ehemals 19.500 jüdischen Bürgern Kölns wurden etwa 11.000 Opfer der NS-Zeit, sie wurden ermordet.
Überlebende der Kölner Gemeinde fanden sich in den Trümmern des Ehrenfelder Asyls, dessen Hauptgebäude weitgehend erhalten geblieben war, zu einem Neuanfang zusammen.
In der Ottostraße befand sich dann ab 1949 vorübergehend auch die Synagoge, bis die Gemeinde 1959 in das instandgesetzte neoromanische Gotteshaus an der Roonstraße umziehen konnte.
In der Nacht zum ersten Weihnachtsfeiertag 1959 wurden die Synagoge und das Kölner Mahnmal für die Opfer des Naziregimes von zwei später gefassten Mitgliedern der rechtsextremen Deutschen Reichspartei geschändet. Die Synagoge wurde mit schwarzer, weißer und roter Farbe beschmiert, wobei Hakenkreuze und die Losung „Juden raus“ angebracht wurden.

### Jüdischer Friedhof Bocklemünd

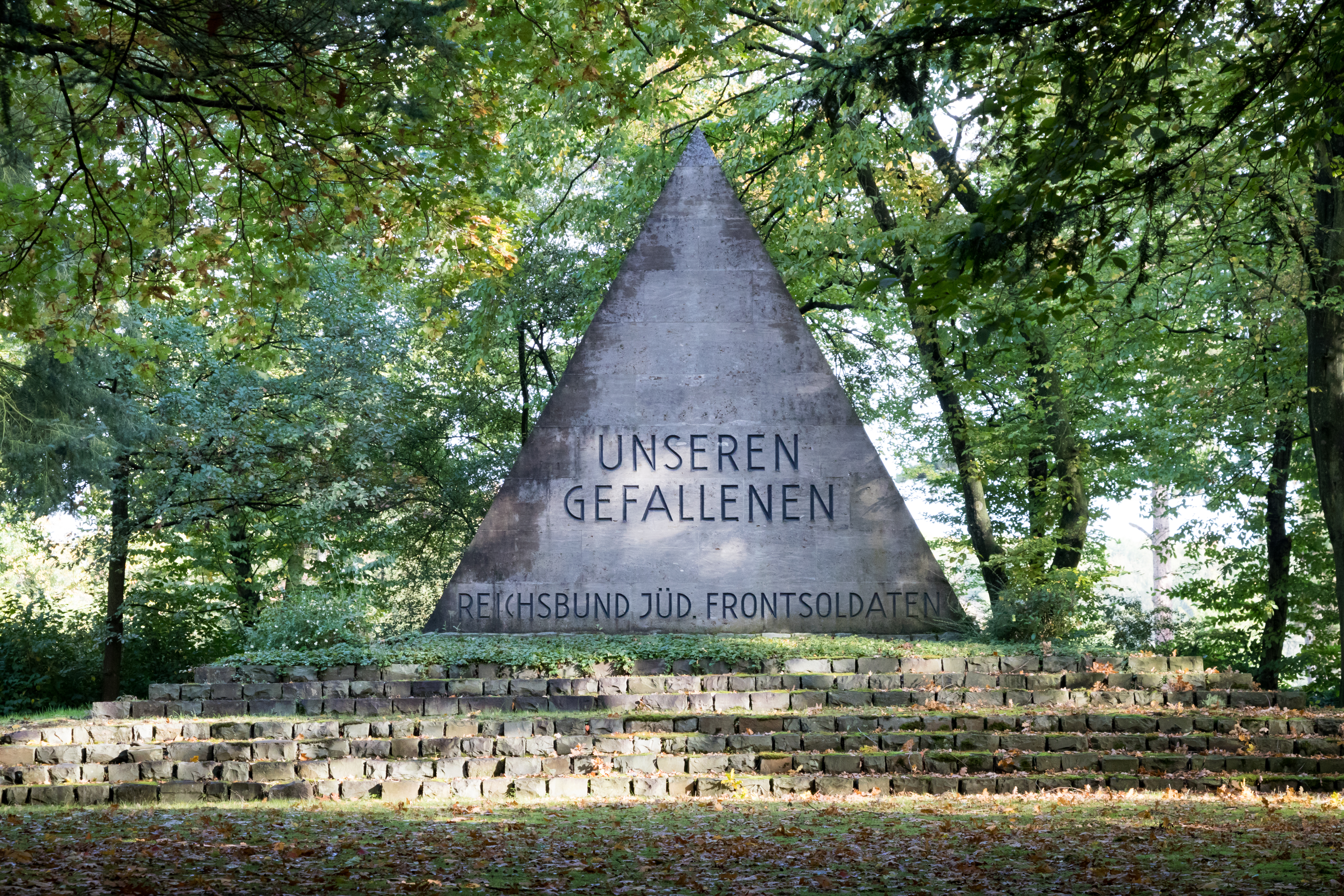
Ehrenmal des Reichsbundes jüdischer Frontsoldaten auf dem jüdischen Friedhof Bocklemünd

Der Jüdische Friedhof im Kölner Stadtteil Bocklemünd besteht als Begräbnisstätte seit dem Jahr 1918 und wird bis heute als Friedhof genutzt.
Das Lapidarium des Friedhofs beherbergt 58 Fragmentsteine aus dem 12. bis 15. Jahrhundert, die dem im Jahre 1695 nach der Eröffnung eines neuen Friedhofes in Deutz geschlossenen und 1936 aufgegebenen jüdischen Friedhof Judenbüchel im Stadtteil Köln-Raderberg entstammen. Die dort Bestatteten wurden nach Bocklemünd umgebettet.

### Jüdisches Zentrum Nußbaumerstraße

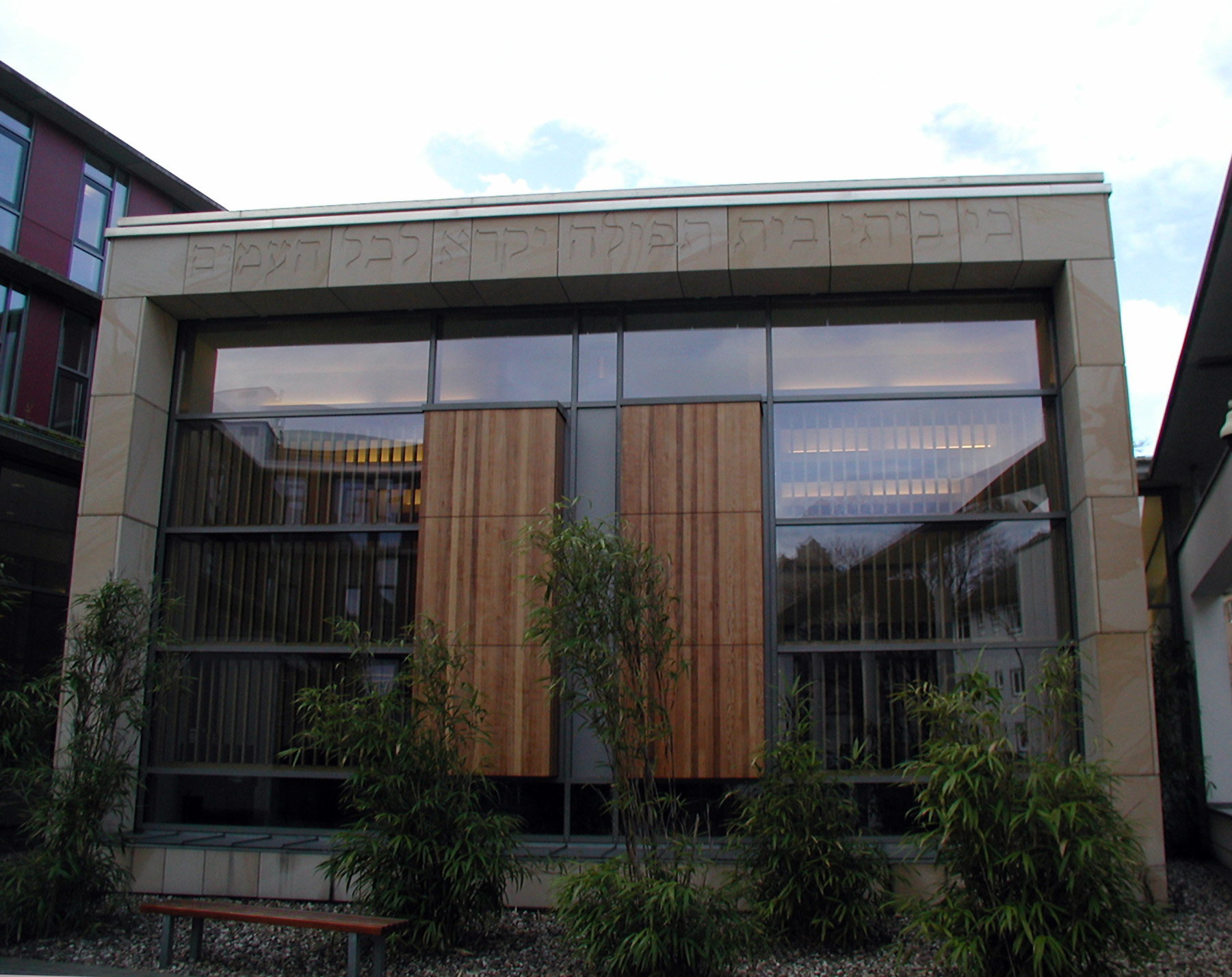
Gemeinde-Ehrenfeld Gebetshaus

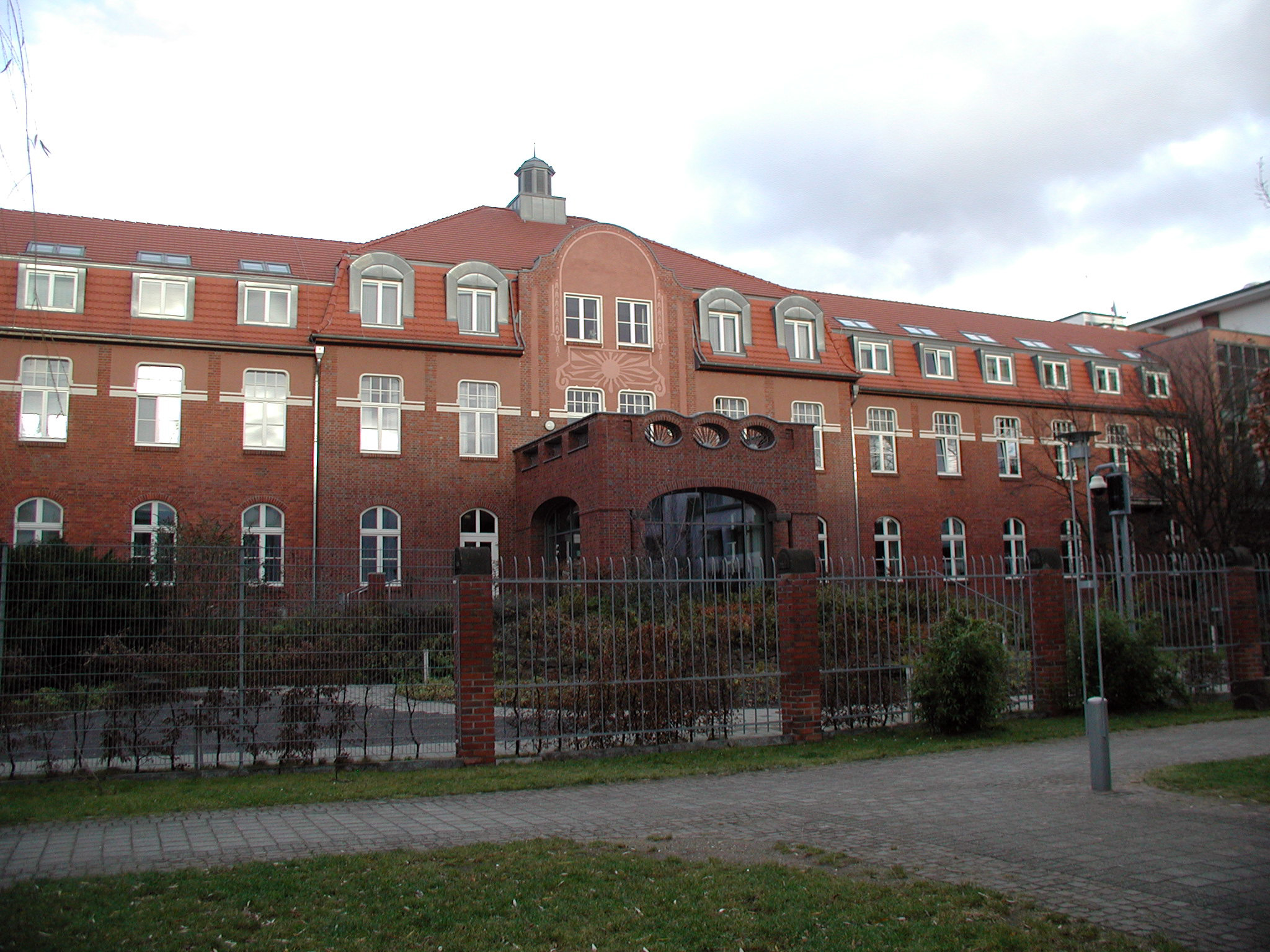
Gemeinde-Ehrenfeld alter Komplex

Das heutige Jüdische Zentrum Ehrenfelds an der Nußbaumerstraße / Ottostraße ist Nachfolger des „Jüdischen Krankenhauses Ehrenfeld“. Das Krankenhaus überstand die NS-Zeit und entging der Zerstörung durch die Bomberangriffe. In ihm sammelte sich die verbliebene Gemeinde Kölner Juden. Die auf gleichem Gelände entstandenen, heute unter dem Namen „Jüdisches Wohlfahrtszentrum“ firmierenden Einrichtungen haben ihren Ursprung, wie das teilweise erhaltene Gebäude des alten Krankenhauses (1908), in einer im 19. Jahrhundert geschaffenen karitativen jüdischen Einrichtung in der „Silvanstraße“.

### Liberale jüdische Gemeinde
Die Jüdische Liberale Gemeinde Köln – Gescher LaMassoret e. V. in Köln-Riehl wurde 1996 gegründet und ist Mitglied in der Union progressiver Juden in Deutschland.  Ihr Name, „Gescher LaMassoret“, bedeutet „Brücke zur Tradition“. In dieser Gemeinde beten Frauen und Männer gemeinsam, und die Gleichberechtigung der Geschlechter im Gottesdienst und im Leben steht im Fokus, wie es bei allen liberalen jüdischen Gemeinden in Deutschland der Fall ist. Die sexuelle Ausrichtung der Mitglieder spielt keine Rolle, und die Gemeinde pflegt den Dialog mit anderen Religionen, insbesondere mit Christen und Muslimen. Sie hat etwa 200 Mitglieder und bietet neben regelmäßigen Gottesdiensten Unterricht für Kleinkinder, Jugendliche und Erwachsene an. Seit April 2024 betreut die Gemeinde Rabbiner Dr. Daniel Katz, der der Allgemeinen Rabbinerkonferenz Deutschland (ARK) angehört.

### Gedenkstätten
- In der Kirche St. Maria vom Frieden des Kölner Karmel wird durch das von dem der Kirche angeschlossenen Kloster eingerichtete kleine Archiv die Erinnerung an die am 9. August 1942 im Konzentrationslager Auschwitz ermordete Mitschwester, die zum katholischen Glauben konvertierte Jüdin Edith Stein, wachgehalten.

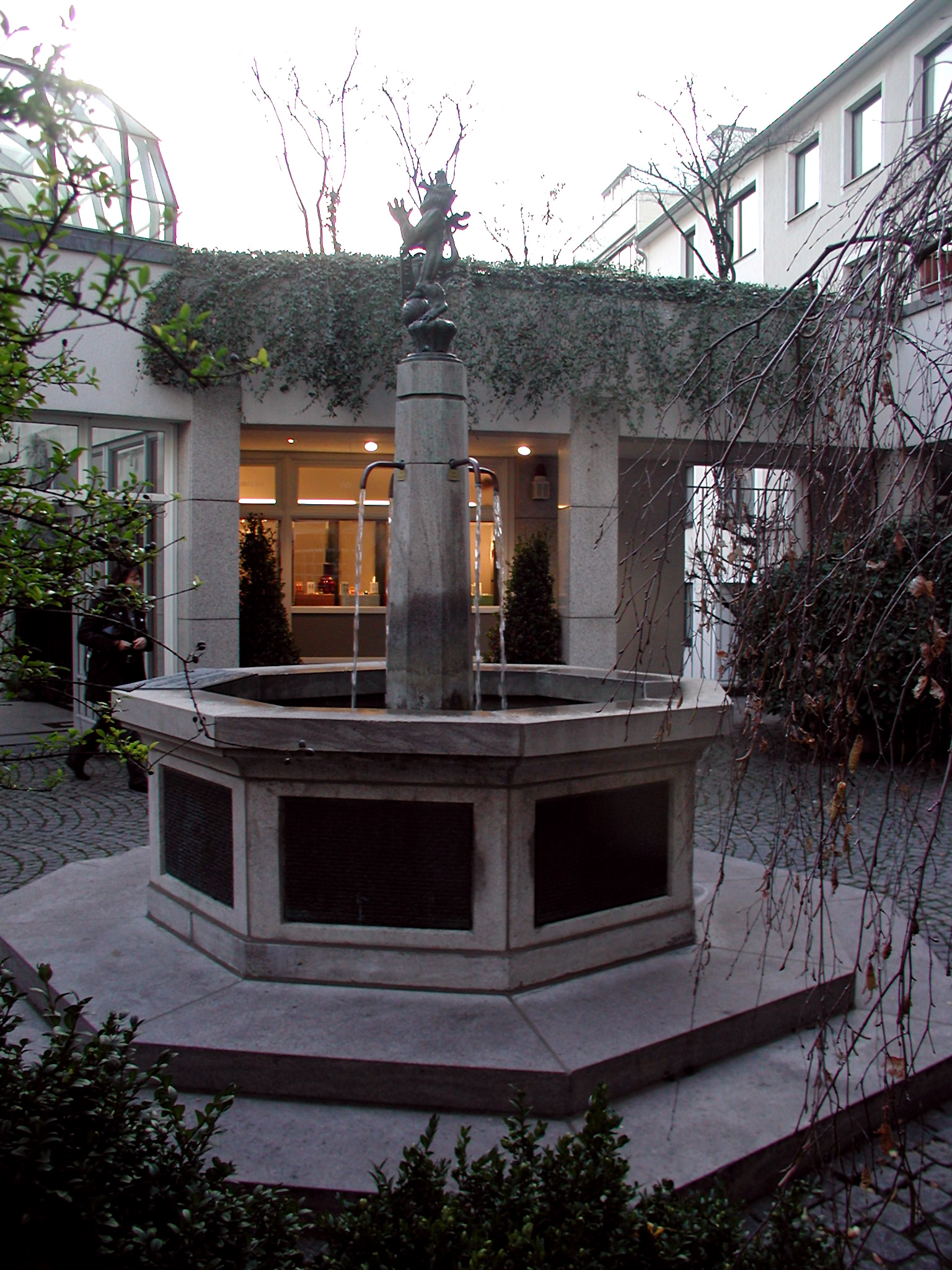
Löwenbrunnen auf dem Klibanskiplatz
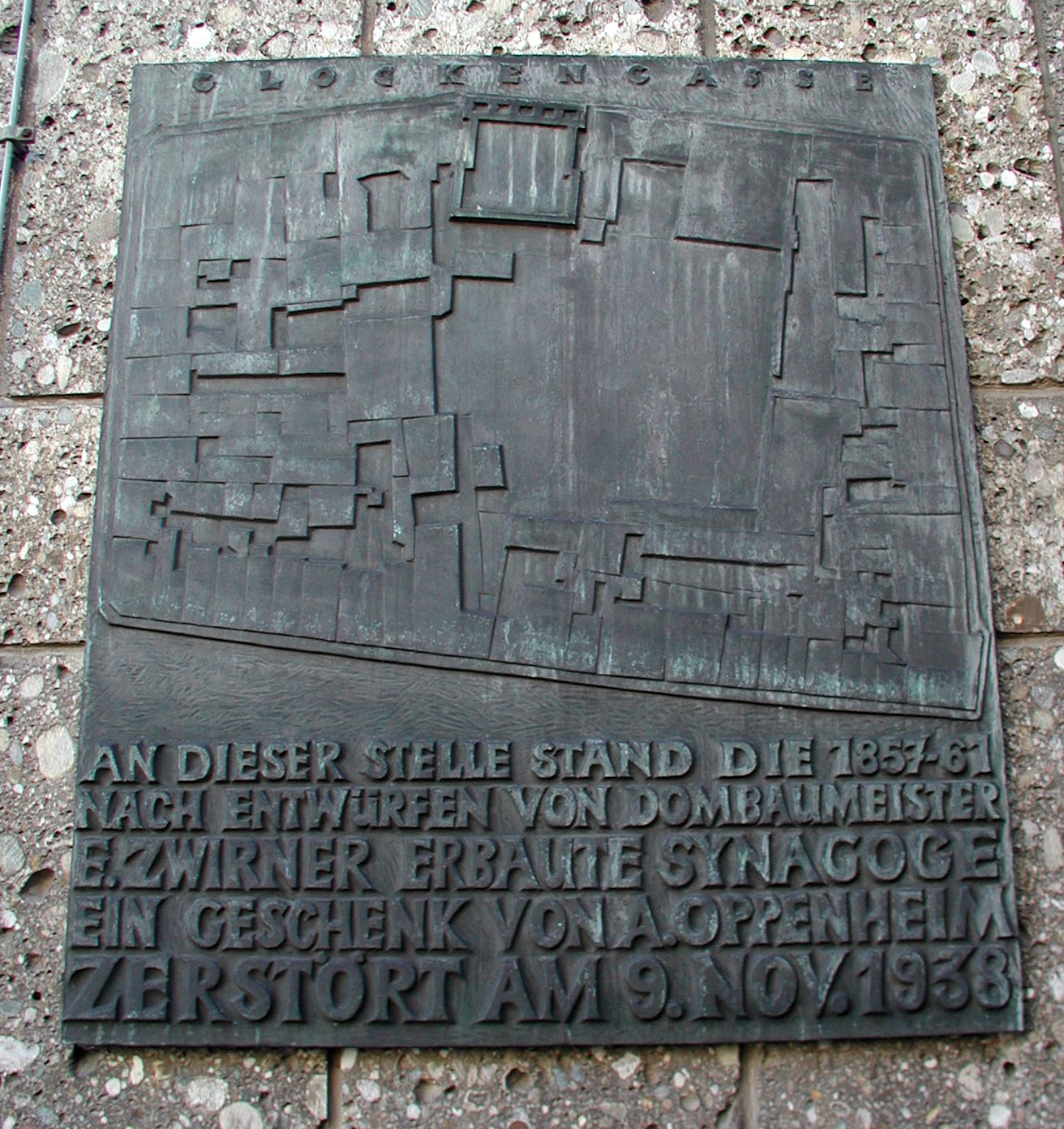
Gedenktafel für die Synagoge Glockengasse
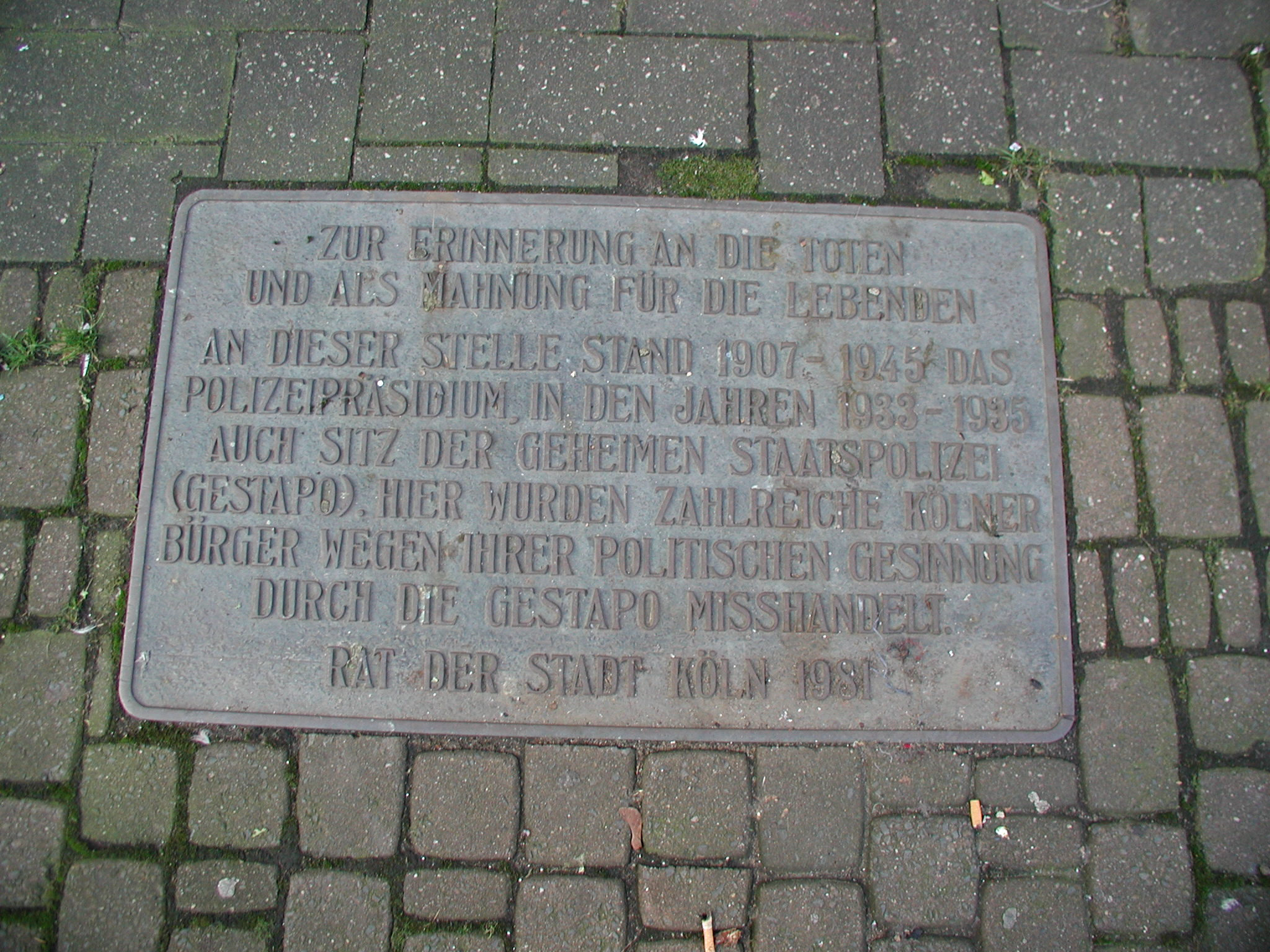
Polizeigebäude Schildergasse, Sitz der Gestapo 1933/35
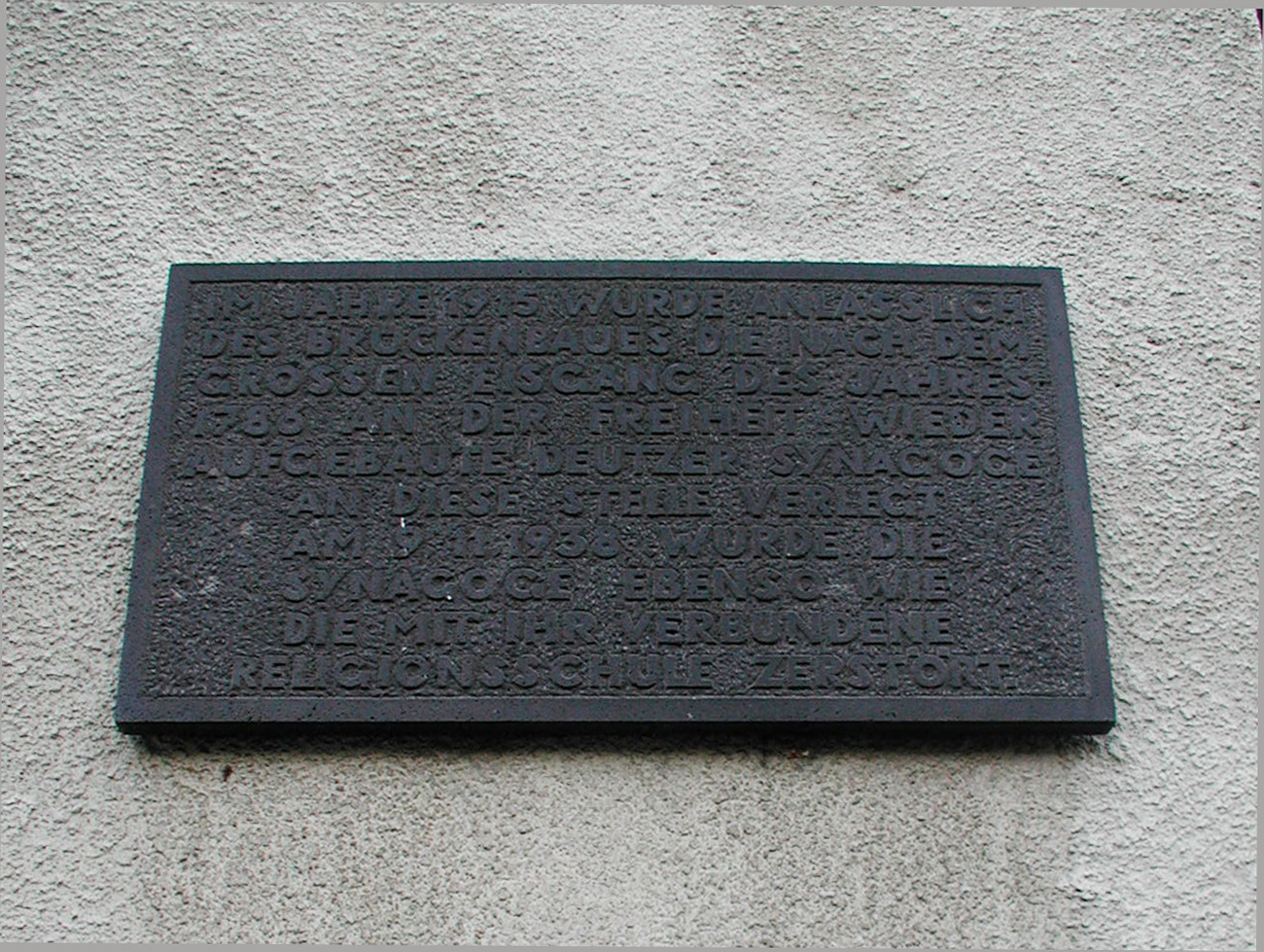
Gedenktafel am Reischplatz 6
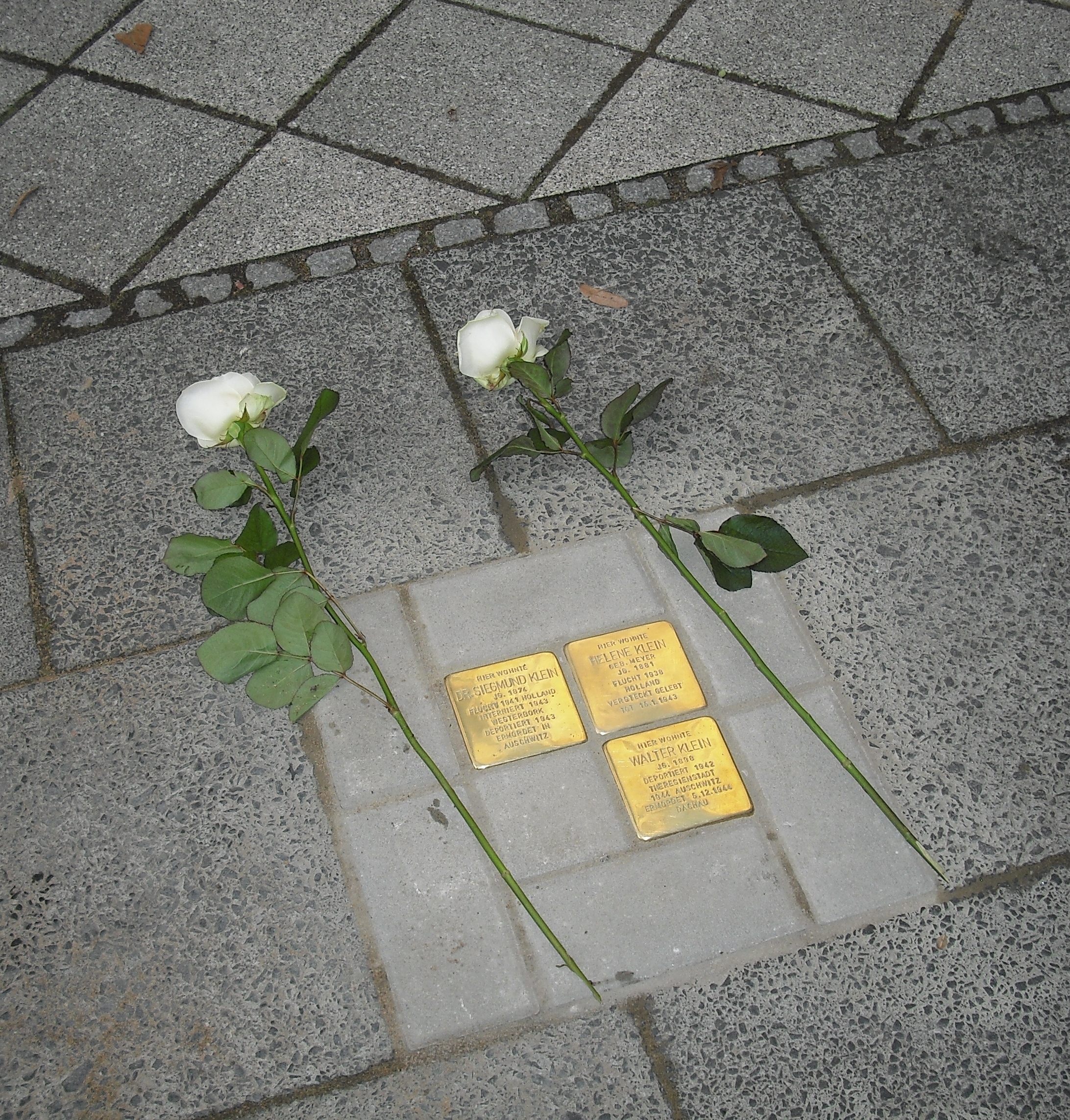
Stolpersteine vor Blumenthalstraße 23 in Erinnerung an Siegmund, Helene und Walter Klein

- Auf dem jüdischen Friedhof in Köln-Bocklemünd erinnern zwei Denkmäler an die jüdischen Opfer. Ein Denkmal bewahrt den Mitgliedern der Kölner Synagogengemeinde ein ehrendes Andenken, die mit dem bis 1942 amtierenden Isidor Caro in Theresienstadt den Tod fanden. Nach dem Rabbiner Caro wurde auch eine Straße in Köln-Stammheim benannt. Eine zweite an diesem Denkmal angebrachte Tafel ehrt das Andenken aller Opfer aus der Synagogengemeinde Köln
- Das Denkmal „Die Gefangenen“, 1943 von Ossip Zadkine geschaffen, steht auf der Ehrengräberanlage des Westfriedhofes, Köln-Bocklemünd
- Gedenktafeln in Ehrenfeld, Körnerstraße
- An die Synagoge in der Glockengasse erinnert eine am Opernhaus angebrachte Bronzetafel
- Der Synagoge St. Apern-Straße gewidmet ist eine Gedenktafel in der St. Apern-Straße / Ecke Helenenstraße (Hotelseite). Vor dem Hotelbau auf dem kleinen „Erich Klibansky – Platz“, steht der Löwenbrunnen (1997)
- Gedenktafel für die Opfer der Gestapo in der Krebsgasse
- Gedenktafel am Reischplatz 6 in Deutz für die letzte der drei Deutzer Synagogen (Haus der Polizeistation)
- Gedenktafel am Messeturm, Kennedy-Ufer
- Gedenktafel im Stadtpark, Walter-Binder-Weg
- Stolpersteine des Künstlers Gunter Demnig vor Häusern, in denen NS-Opfer gewohnt hatten, erinnern heute noch an diese Juden[92]

Die heutige Judengasse in der Nähe des Rathauses erinnert an das ehemalige Judenviertel. Sie hatte 1813 für kurze Zeit den französischen Namen „Rue des Juifs“, erhielt aber später ihre alte Bezeichnung zurück. Sie ist heute eine unbewohnte Straße ohne Wohngebäude.

## Literatur

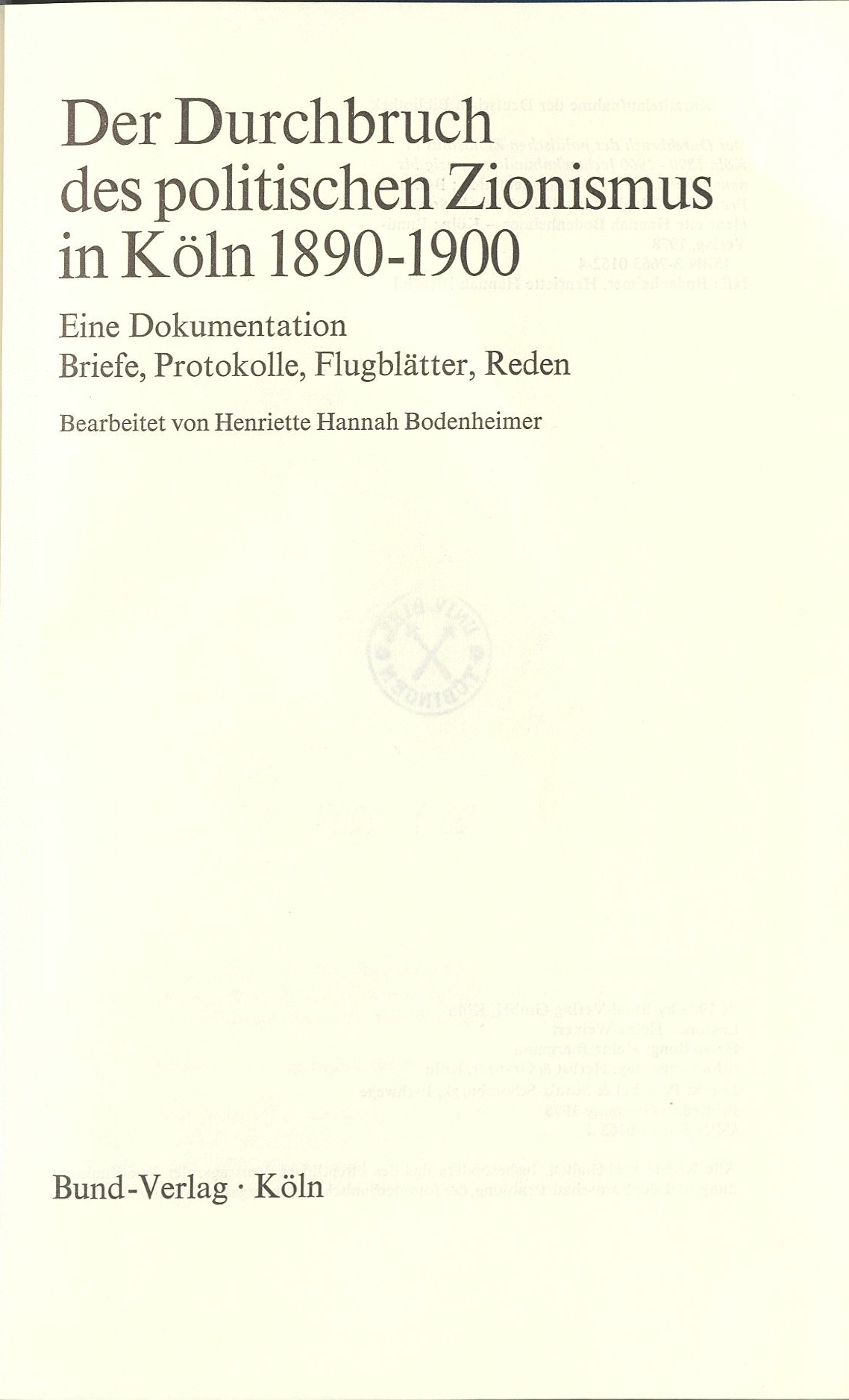
Henriette Hannah Bodenheimer (1978)

## Jüdisches Museum Köln
Die Stadt Köln schuf im Rahmen der Regionale 2010 eine „Archäologische Zone“, die zu einem archäologisch-historischen Museumskomplex ausgebaut wurde. Ein Teilbereich besteht aus Resten des jüdischen Viertels und der Kölner Mikwe (jüdisches Kultbad) unter dem – in der Nachkriegszeit unbebaut gebliebenen Kölner Rathausplatz. Die Mikwe war bereits bei Grabungen Anfang der 1950er Jahre entdeckt, bis zur Vorbereitung der neuen archäologischen Zone jedoch nicht weiter ausgegraben worden. Über den Fundamenten der ersten Synagogen und der Mikwe entstand zwischen historischem Rathaus und Wallraf-Richartz-Museum der oberirdische Bau des Jüdischen Museums. Er wurde vom Rat der Stadt beschlossen, war aber in Politik und Bevölkerung mit dem Argument umstritten, dass damit freier Platz vor dem historischen Rathaus verloren ginge. Das Jüdische Museum sollte ursprünglich 2010 eröffnen. Im Frühjahr 2013 sammelten zwei Initiativen Unterschriften, eine gegen das Bauvorhaben und die andere dafür – inklusive Zusammenlegung mit dem Kölnischen Stadtmuseum. Seit Oktober 2013 lief ein Bürgerbegehren einer Bürgerinitiative der Freien Wähler Köln für eine verkleinerte Version des Architekten Peter Busmann. Im weiteren Verlauf übernahm der Landschaftsverband Rheinland die Trägerschaft des neuen Museums, das den Namen MiQua. LVR-Jüdisches Museum im Archäologischen Quartier Köln erhielt. Der Neubau des Museums verzögerte sich aus verschiedenen Gründen mehrfach und ist (Stand 2022) noch nicht abgeschlossen.